# Cadillac Escalade
Pour les articles homonymes, voir Escalade (homonymie).
Le Cadillac Escalade est un véhicule appartenant à la catégorie des SUV (véhicule utilitaire sportif) produit par le constructeur automobile américain Cadillac, marque de luxe de General Motors. C'est le premier véhicule de la marque Cadillac sur le marché des véhicules de loisirs. L'Escalade a été présenté en 1998, en réponse aux concurrents allemands et japonais, et au Lincoln Navigator de la marque Ford, sorti la même année. L'Escalade de base est construit à Arlington au Texas.
Le Cadillac Escalade est basé sur les GMC Yukon et Chevrolet Tahoe, mais en diffère par la face avant. Il a été remplacé en 2001 pour être mis en accord avec le nouveau style de Cadillac.
Les Cadillac Escalade ESV (déclinaison luxueuse du Chevrolet Suburban) et Escalade EXT (pickup jumeau luxueux du Chevrolet Avalanche) sont les seuls véhicules Cadillac avec l'ancienne Cadillac BLS à être construits hors des États-Unis, à Silao au Mexique.

## Première génération (1999-2000)
Le premier Escalade est sorti à la fin de 1998 et il est très similaire à la finition Denali (luxueuse) du GMC Yukon dont il partage tous les éléments extérieurs, qui sont eux-mêmes différents de ceux des versions habituelles du GMC Yukon et du Chevrolet Tahoe. Même les jantes sont identiques.
Vu son manque évident de personnalité pour se démarquer de ses trop proches cousins, Cadillac le renouvèle dès le début 2001.
L'introduction du Lincoln Navigator dans l'année modèle 1998 a nécessité que General Motors soit en mesure de rivaliser sur le marché américain en plein essor pour les SUV de luxe de grande taille. Cette génération n'était qu'un SUV à cinq places. Craignant l'hégémonie croissante du Lincoln Navigator, l'Escalade a été précipitée à travers le processus de conception pour atteindre rapidement les concessionnaires. Essentiellement un peu plus qu'un GMC Yukon Denali conçu avec un badge Cadillac, l'esthétique du SUV était similaire au Denali et le véhicule final était plus petit que le Navigator. Les fondements de l'Escalade ont été empruntés à la ligne du Yukon Denali, avec les logos GMC sur les capuchons centraux remplacés par l'écusson de Cadillac. L'Escalade utilisait également le même V8 Vortec de 5,7 L développant 259 ch (190 kW), ce qui était inférieur à celui du Navigator de 304 ch (224 kW) et de 495 N m du V8 InTech de 5,4 litres. Toutes les Escalade de première génération étaient dotées d'un 4x4 sélectionnable Auto-Trac. L'Escalade de 1999-2000 atteint 21 L/100 km en ville et 16 L/100 km sur la base des protocoles de test de l'EPA des États-Unis,.
L'Escalade de première génération (ainsi que son jumeau mécaniquement identique, le GMC Yukon Denali), était disponible en une seule configuration (un niveau de finition "de base" avec une option de transmission à quatre roues motrices (4X4)), et comprenait une quantité généreuse d'équipement standard, avec peu d'options disponibles. L'équipement de série comprenait des roues en alliage d'aluminium chromé de seize pouces, des pare-chocs avant et arrière de couleur assortie ainsi que les panneaux de revêtement latéral, un système de télématique et de communication embarqué OnStar, un GM-Delco A/M-F/M haut de gamme avec changeur de CD monté à distance, contrôle automatique de la tonalité (ATC), horloge et système audio amplifié Bose à six haut-parleurs, surfaces de sièges garnies de cuir de luxe avec logos en relief sur les deux sièges baquets avant, sièges avant à réglage électrique baquets avec système de mémoire du conducteur, équipement à pleine puissance (vitres, serrures de porte et rétroviseurs extérieurs chauffants), alarme de sécurité, télédéverrouillage, instrumentation complète, climatiseurs à trois zones pour les sièges avant et arrière, bouches de climatisation arrière, système audio et commandes de climatisation, une console au pavillon complète avec rangement, un rétroviseur à atténuation automatique avec boussole et indicateur de température, des garnitures intérieures en bois, un volant gainé de cuir et de bois avec régulateur de vitesse et logo en relief, phares avant et antibrouillards automatique, barres de toit avec préparation pour une galerie de toit en option, entre autres équipements standard. Alors que le prix de base du GMC Yukon Denali de 2000 est passé à 43 535 $ (en hausse de 460 $ par rapport à 43 075 $ en 1999), la Cadillac Escalade a conservé un prix de base de 46 225 $ en 1999 et 2000. Le GMC Yukon Denali comprenait un carénage avant unique et des pare-chocs avant et arrière pour le différencier de son cousin non luxueux, le GMC Suburban. Les seules autres différences physiques entre la Cadillac Escalade de première génération et la GMC Yukon Denali étaient les emblèmes sur les grilles avant, les portes avant, les hayons arrière, les volants et la broderie des sièges avant. General Motors conserve la première Cadillac Escalade produite à Arlington Assembly en 1998, un modèle Aspen White de 1999, dans sa collection Heritage, VIN # 400001.

### Motorisation
Un unique moteur équipait l'Escalade :
- V8 5,7 L 259 ch (190 kW) avec une boîte auto à quatre rapports.

Il était uniquement disponible avec une transmission intégrale.

### Galerie de photos

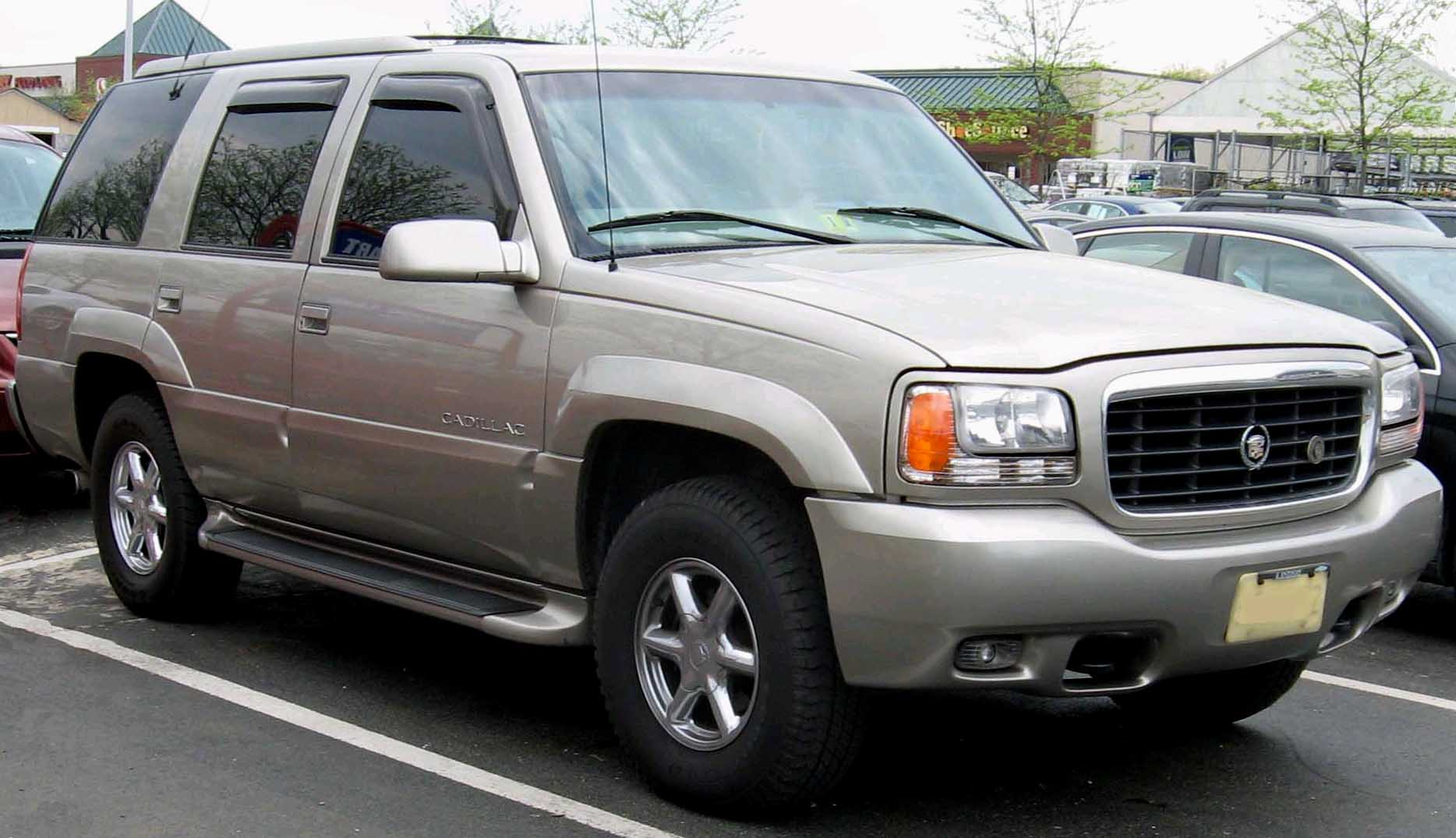
1999-2000 Escalade
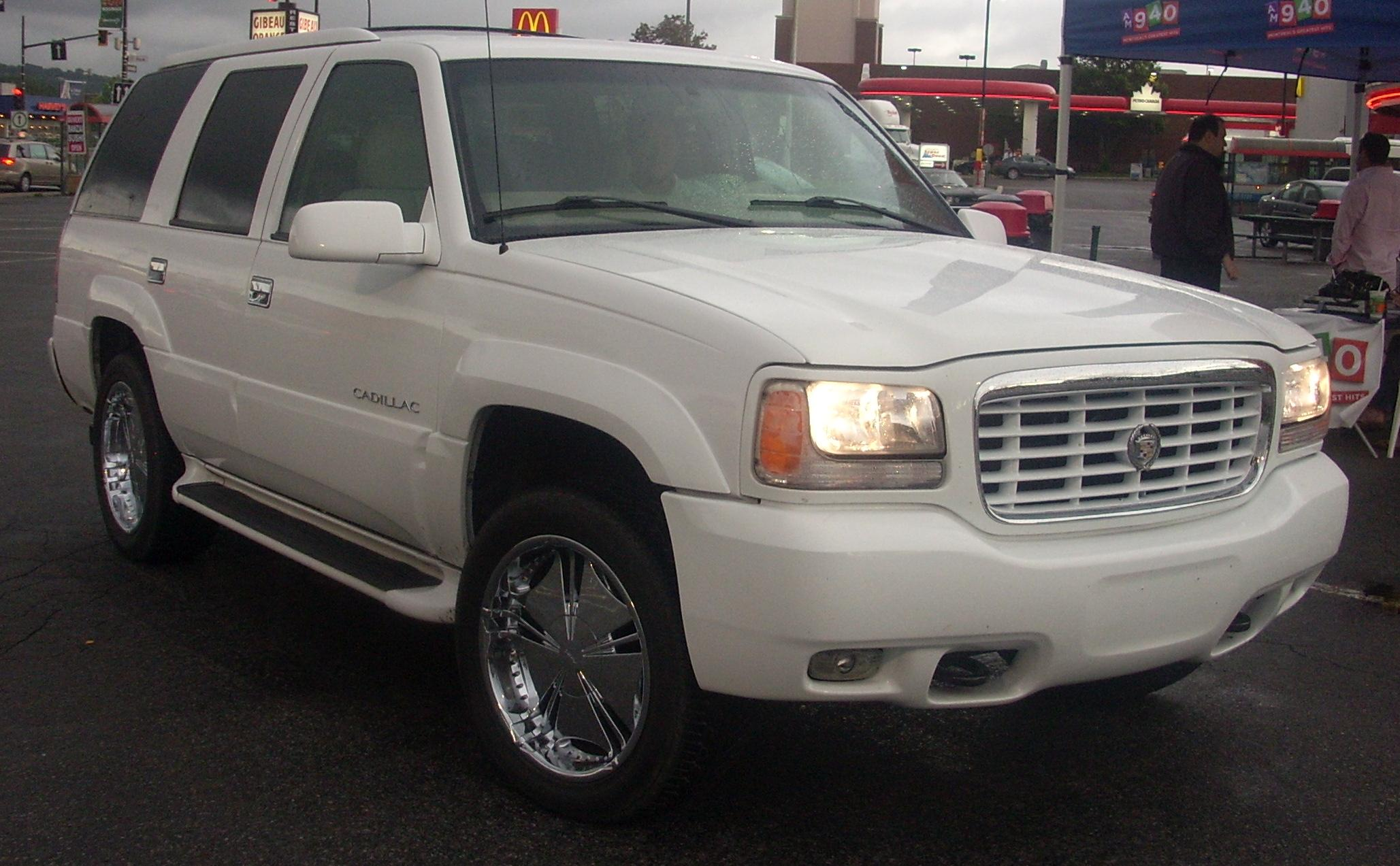
1999-2000 Escalade
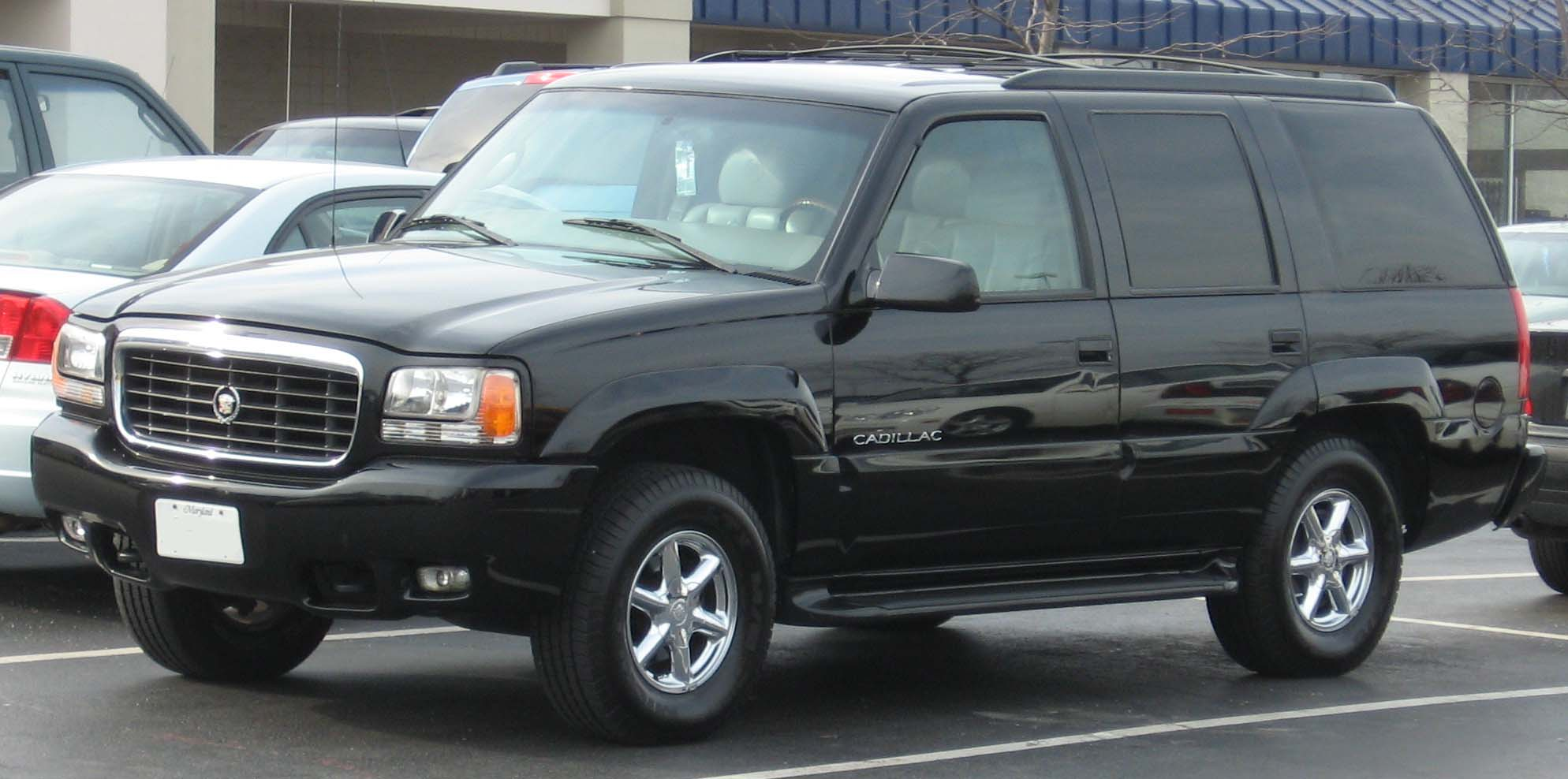
1999-2000 Escalade
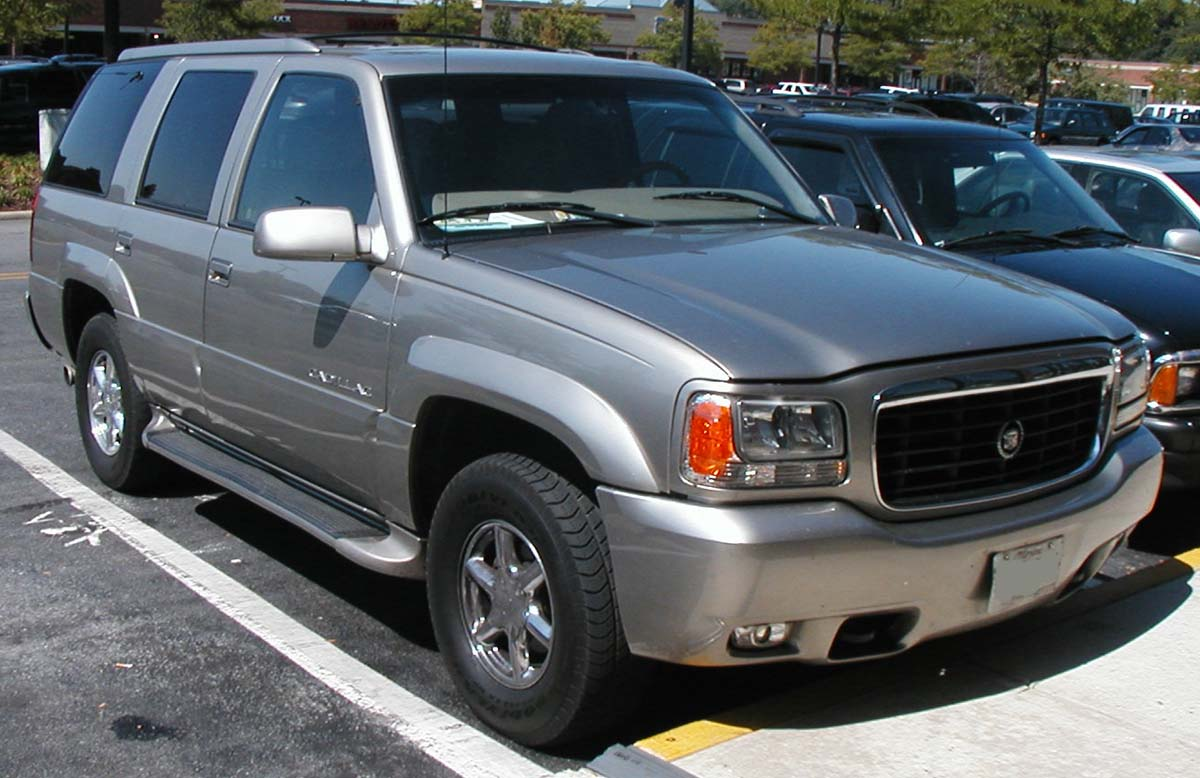
1999-2000 Escalade

## Deuxième génération (2002-2006)
En 2001, l'Escalade a subi une refonte complète le différenciant ainsi un peu plus du GMC Yukon et du Chevrolet Tahoe grâce à une immense calandre chromée ainsi que des phares avant spécifiques.
Lors de cette seconde génération, deux nouvelles versions sont apparues : le pickup EXT et la version extra-longue ESV.
À noter que cette génération d'Escalade n'a été officiellement importée par Cadillac France de mi-2005 jusqu'à fin 2006 qu'en version courte avec le plus puissant moteur.
Contrairement à la fratrie Chevrolet et GMC, qui ont été lancés pour l'année modèle 2000, Cadillac a retardé le passage de l'Escalade au châssis GMT820 jusqu'en février 2001 en tant que modèle 2002, la dernière des trois marques de pick-up et de SUV grand format de General Motors à passer à la nouveau châssis; Cadillac a dévoilé l'Escalade de l'année modèle 2002 en août 2000 à Pebble Beach, tout en continuant à vendre les SUV de l'année modèle 2000. La traction arrière était standard, tout comme un V8 de 5,3 L. La transmission intégrale était de série sur l'ESV et l'EXT, et était optionnelle sur l'Escalade à empattement court. Le moteur V8 Vortec 6,0 L à haut rendement spécial était le seul choix de moteur sur les modèles à traction intégrale, que ce soit à empattement court, ESV ou EXT jusqu'au milieu de l'année 2005, lorsque le 5,3 L a été abandonné. Au milieu de l'année 2005, tous les Escalade à traction arrière et à traction intégrale sont venues avec le V8 Vortec de 6,0 L à haut rendement. Tous les modèles (à l'exception de l'EXT) offraient jusqu'à huit places.
Le système de contrôle électronique de la stabilité "StabiliTrak" a été mis à niveau vers une version à quatre roues motrices, des phares de croisement à décharge à haute intensité (DHI), des pédales à réglage électrique et des rétroviseurs extérieurs ont été ajoutés en standard en 2003, avec une horloge de marque Bulgari. Pour 2004, la radio satellite XM, les sièges baquets de deuxième rangée et un système de surveillance de la pression des pneus ont été installés de série sur toutes les Escalade, à l'exception de l'EXT. Toujours en 2004, l'édition Platinum de l'Escalade ESV a été introduite au prix de base de 71 025 $; il comprenait les premières roues chromées de 20 pouces installées en usine du segment utilitaire de luxe, une suspension légèrement abaissée, des sièges chauffants et refroidissants (avant et arrière), des porte-gobelets chauffants et refroidissants, un toit ouvrant, des moniteurs de deuxième et troisième rangées, un intérieur qui comprenait un tableau de bord en ébène et schiste, un revêtement en cuir schiste et des traversins de panneaux de porte plissés, une calandre chromée et un V8 standard de 6,0 litres développant 350 chevaux (257 kW). Le système OnStar a été mis à niveau pour l'année modèle 2005 et est devenu un système numérique au lieu du système analogique utilisé.
En 2003, un an après leur introduction, les Cadillac Escalade et Escalade EXT, basés sur la plate-forme GMT 800, ont subi un lifting intérieur, tandis que le design extérieur est resté pratiquement inchangé. Le système audio a été mis à niveau pour offrir deux options de radio différentes: une radio A/M-F/M avec lecteur cassette et CD monodisque, ou une radio A/M-F/M avec un lecteur CD monodisque et un système de navigation GPS à écran tactile, le Radio Data System (RDS) était également inclus avec les deux radios. Les deux options de radio comprenaient un changeur de CD à six disques intégré, monté dans la partie inférieure du tableau de bord et contrôlé via la radio (le changeur de CD comportait toujours des boutons numérotés pour la sélection de disque, ainsi que les boutons 'Charger' et 'Ejecter'). Le Driver Information Center (DIC) a été déplacé depuis une unité distincte dans le tableau de bord à l'écran d'affichage de l'odomètre dans le tableau de bord, où les jauges ont également été révisées avec le plus grand écran d'affichage d'odomètre. La radio satellite XM est devenue disponible, et les commandes du système télématique OnStar ont été déplacées depuis le tableau de bord vers le rétroviseur intérieur électrochromique (ISRV). Un système de divertissement DVD à l'arrière, qui comprenait deux paires d'écouteurs sans fil, qui était produit par Panasonic, était également une nouvelle option pour l'année modèle 2003. Le tableau de bord et le volant présentaient tous deux des conceptions mises à jour (le volant comportait désormais également des boutons pour le système audio à distance, OnStar et le régulateur de vitesse à l'avant du volant). Le rétroviseur intérieur électrochromique intègre désormais les commandes du système OnStar en plus de l'affichage de la température extérieure (dehors) et du compas directionnel intégré. La conception des sièges avant et de deuxième et troisième rangées a été mise à jour et la garniture intérieure Zebrano a été remplacé par Burlwood. L'Escalade ESV (modèle allongé) a fait ses débuts pour l'année modèle 2003. Enfin, les carillons d'avertissement jouent désormais par le haut-parleur de la porte du conducteur avant, par opposition à un module de carillon monté séparément sur les modèles de 2002.

### Motorisations
Trois moteurs essences ont équipé la seconde génération d'Escalade :
- 2002-2003 V8 Vortec LM7 de 5,3 L, 289 ch (213 kW)
- 2004-2006 V8 LM7 Vortec de 5,3 L, 299 ch (220 kW)
- 2002-2003 V8 LQ4 Vortec de 6,0 L, 314 ch (231 kW) (non utilisé dans l'Escalade, 8e chiffre du Vin = U)
- 2004-2006 V8 LQ9 HO Vortec de 6,0 L, 350 ch (257 kW) (8e chiffre = N)

Ces moteurs étaient uniquement disponibles en boîte auto à quatre rapports. Il existait avec une transmission intégrale, mais aussi en propulsion pour le marché nord-américain.

### Galerie de photos

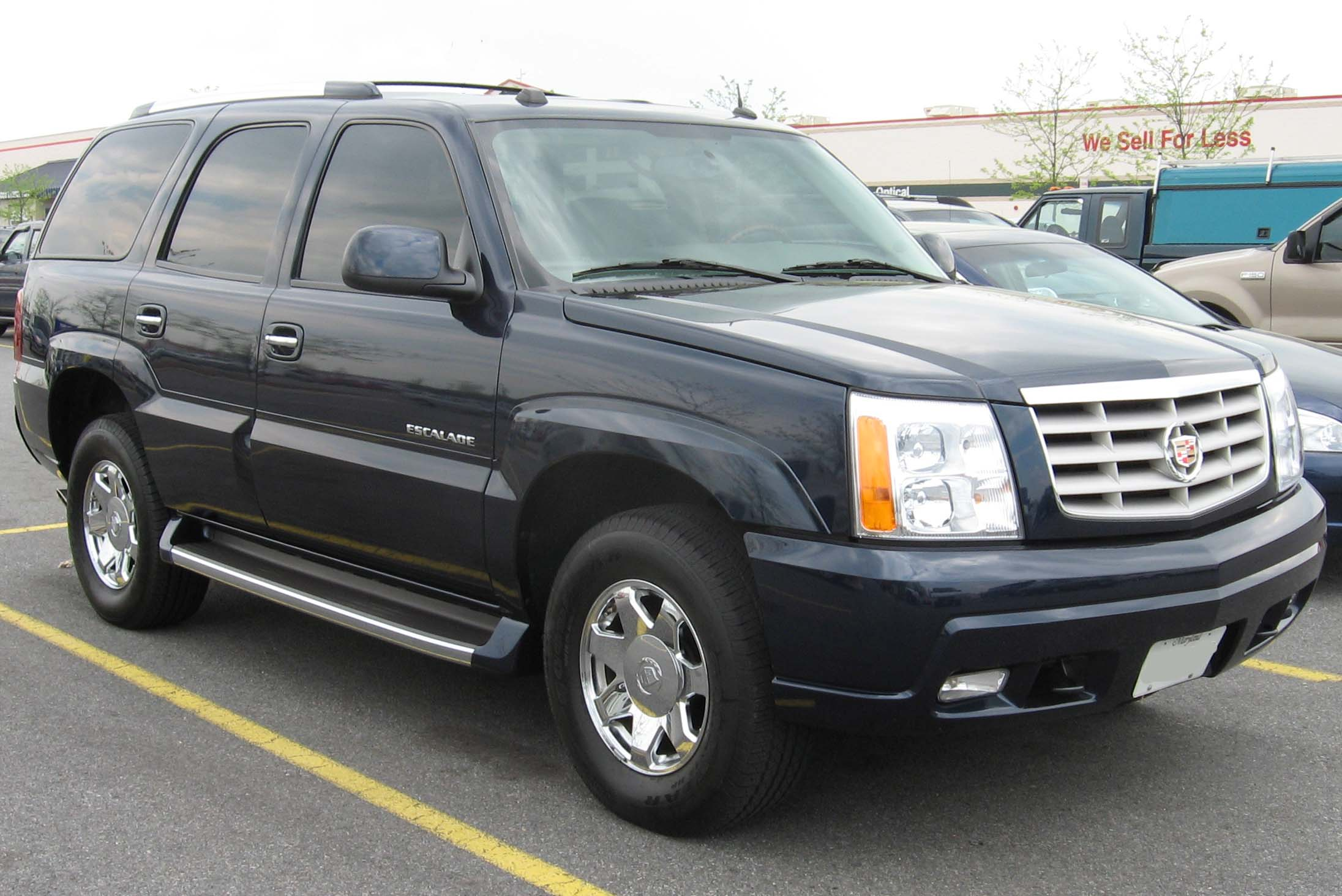
2002-06 Escalade
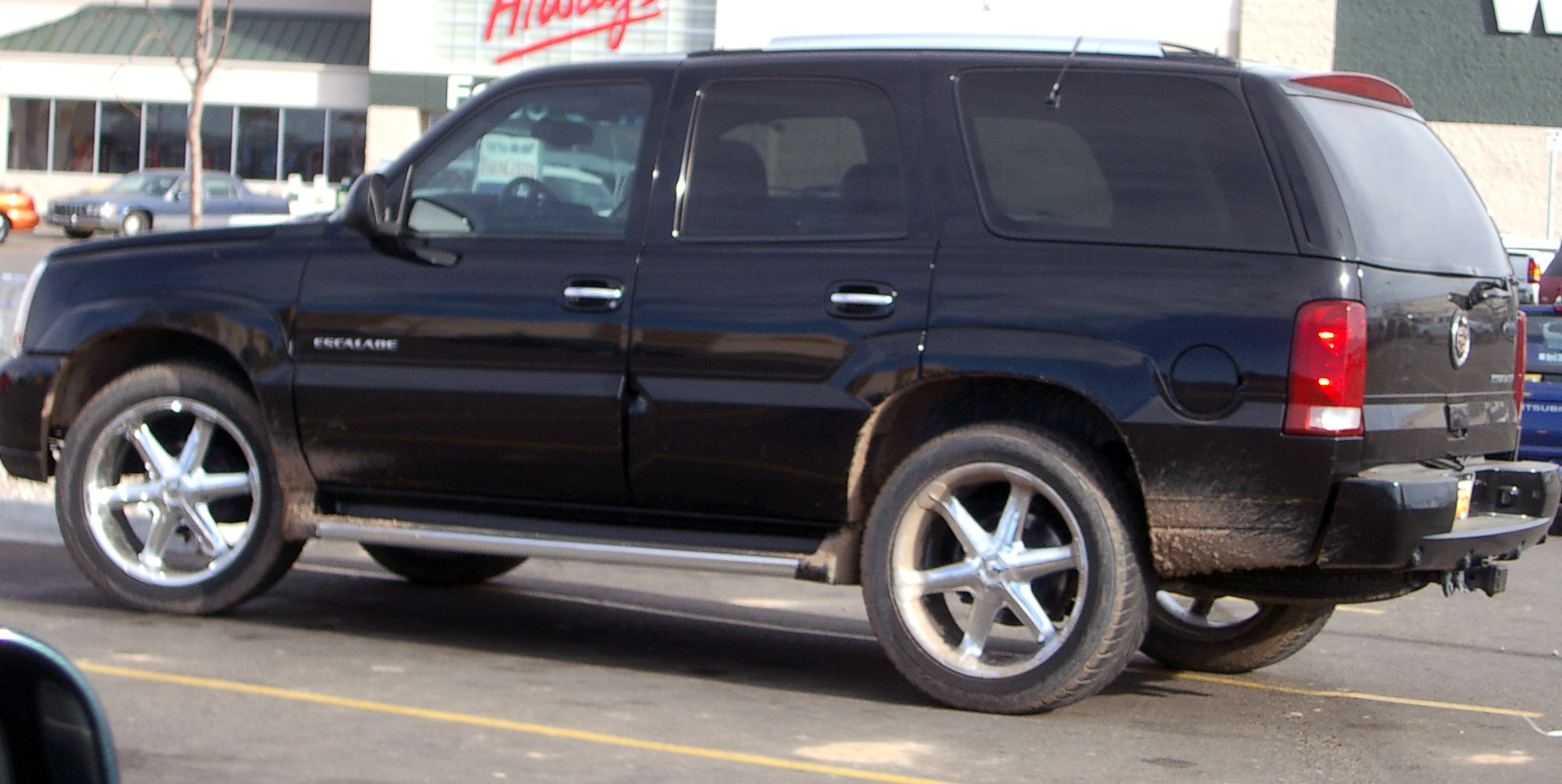
Escalade 2e génération
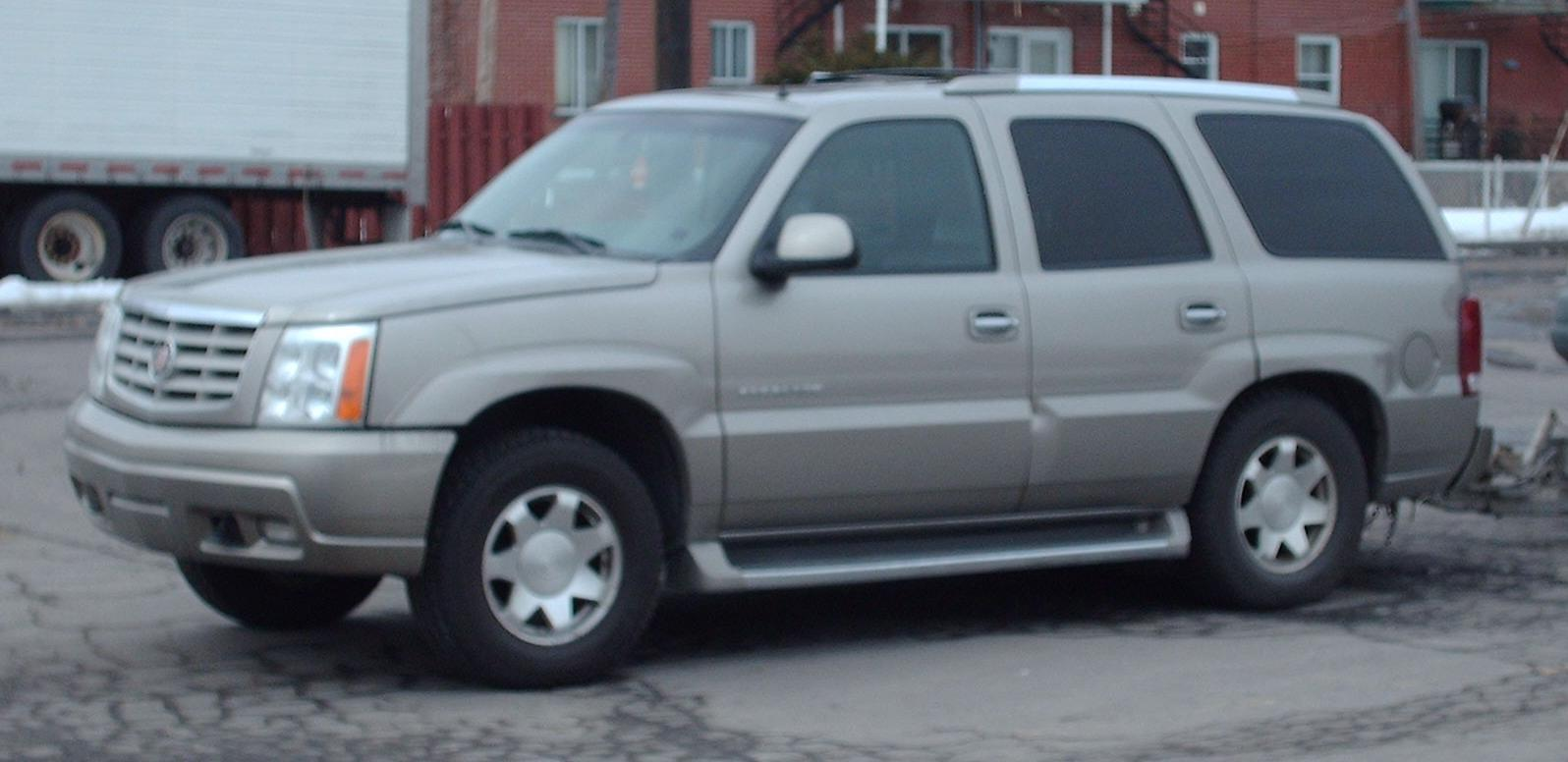
Escalade 2e génération
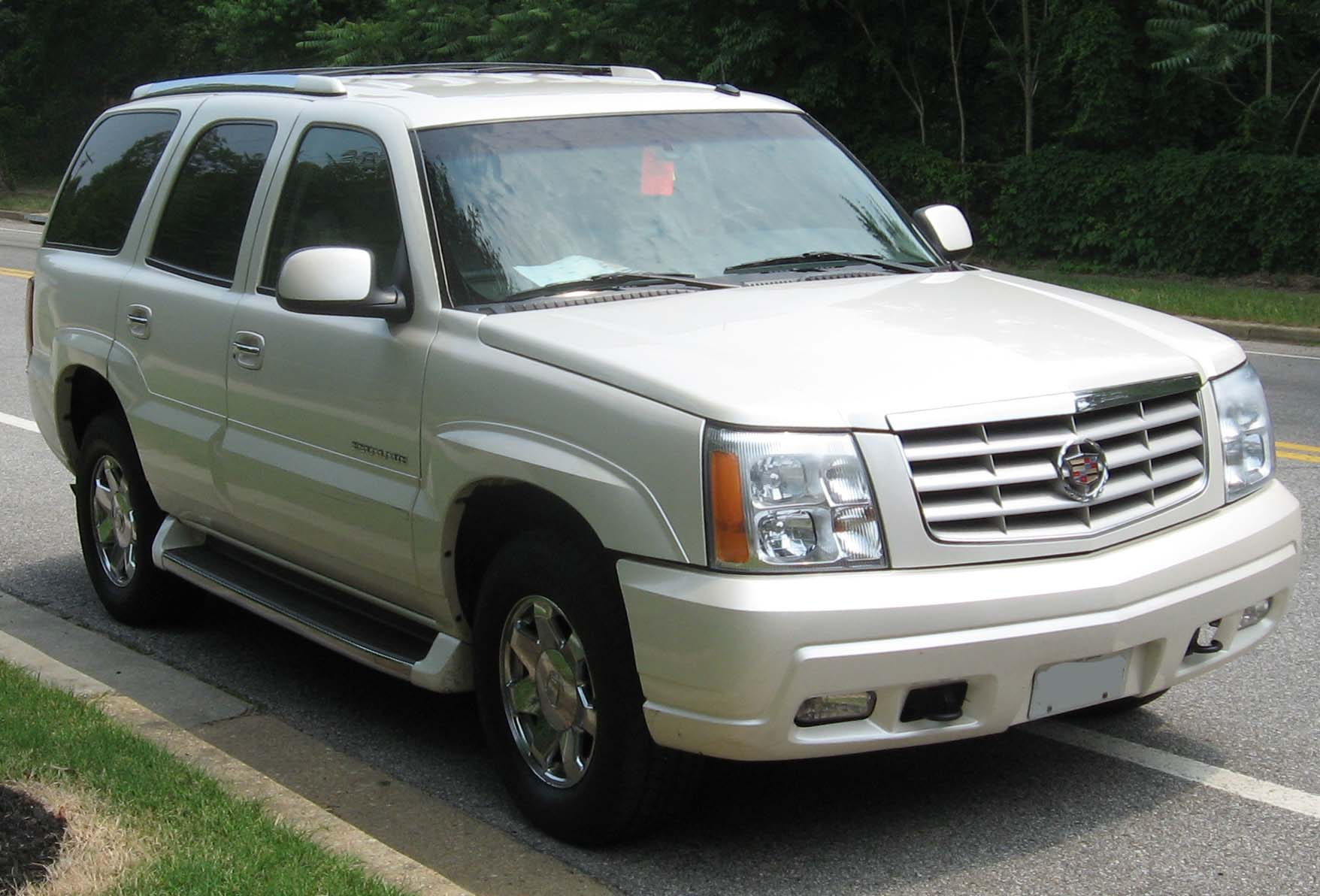
Escalade 2e génération
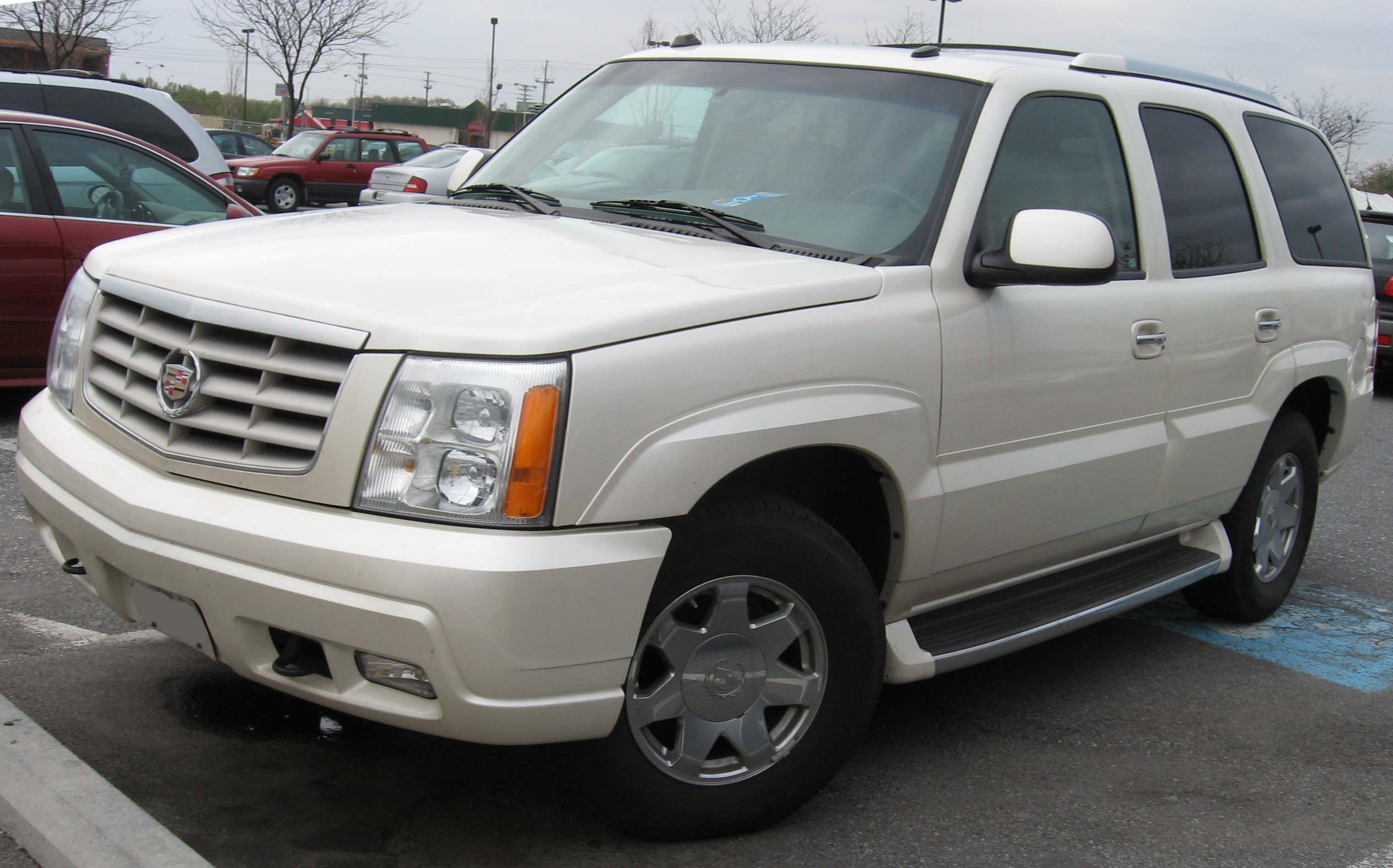
Escalade 2e génération
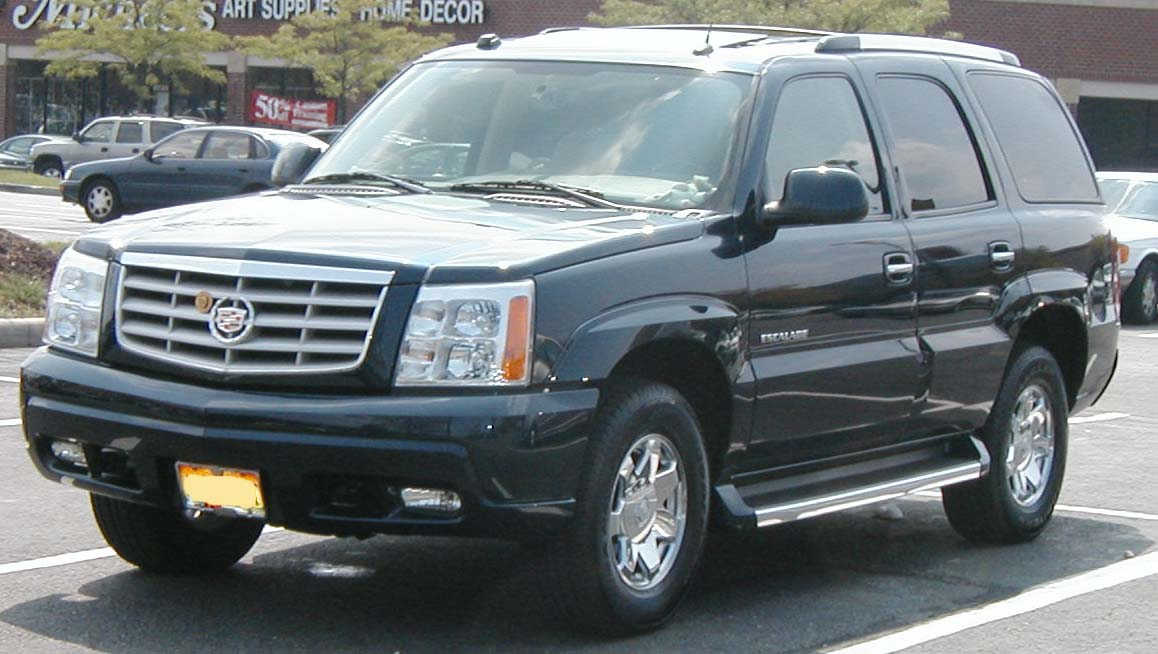
Escalade 2e génération

## Troisième génération (2007- 2014)
En 2006 une nouvelle génération d'Escalade a vu le jour en même temps que ses cousins Chevrolet Tahoe et GMC Yukon. La version standard est également accompagnée d'une version longue ESV et d'un nouveau pickup EXT. La troisième génération d'Escalade était le véhicule officiel du Super Bowl XL. Elle est aussi commercialisée en Europe depuis la fin 2006, uniquement en version courte.
L'Escalade est passée à la nouvelle plate-forme GMT900 pour l'année modèle 2007, car les plates-formes GMT900 (Silverado/Sierra/Avalanche/Escalade EXT, Tahoe/Suburban/Yukon/Yukon XL/Yukon Denali/Escalade) ont été lancées ensemble pour cette année. L'Escalade habituel a de nouveau été rejoint par une version allongée ESV ainsi qu'un nouveau pick-up utilitaire sport EXT. L'Escalade de 2006 était le véhicule officiel du Super Bowl XL, le MVP Hines Ward recevant l'une des premières Escalade produites.
La production de l'Escalade remaniée a commencé à l'Assemblée d'Arlington en janvier 2006. Son prix est de 57 280 $ US, bien que la version à propulsion arrière à ce prix n'ait été produite qu'en août. La version à traction intégrale la plus chère a été produite en premier, suivie du long empattement ESV et du pick-up EXT (ce dernier provenant de l'usine de Silao, au Mexique) en juin.
L'Escalade utilise un V8 Vortec 6,2 L tout en aluminium. Ce moteur à tige de poussée comprend un calage variable des soupapes, une première dans un moteur à cames en tête produit en série. Le système ajuste la synchronisation d'admission et d'échappement entre deux réglages. Le moteur produit 409 ch (301 kW) (23 ch de plus que son concurrent jumeau, le GMC Yukon Denali) et 565 N m de couple. Une nouvelle transmission automatique 6L80 à six rapports est utilisée. La nouvelle carrosserie complète un coefficient de traînée de 0,363. En 2010, le prix de base de la Cadillac Escalade était de 62 500 $ pour un modèle propulsion et de 65 200 $ pour un modèle 4x4. Le nord-est des États-Unis représente 60 % des ventes d'Escalade. Le modèle de 2013 (Cadillac Escalade 2WD 8 cyl, 6,2 L, Automatic 6-spd,) a une économie de carburant officielle mesurée par le gouvernement de 17 L/100 km, combiné 15 L/100 km et autoroute 13 L/100 km.

### Motorisations
Il existe avec un moteur essence :
- 2006-2014 V8 Vortec de 6,2 L, 409 ch (301 kW) Ce moteur peut fonctionner à l'E85.

Ce moteur est disponible avec une boîte auto à six rapports en deux ou quatre roues motrices.

### hybride

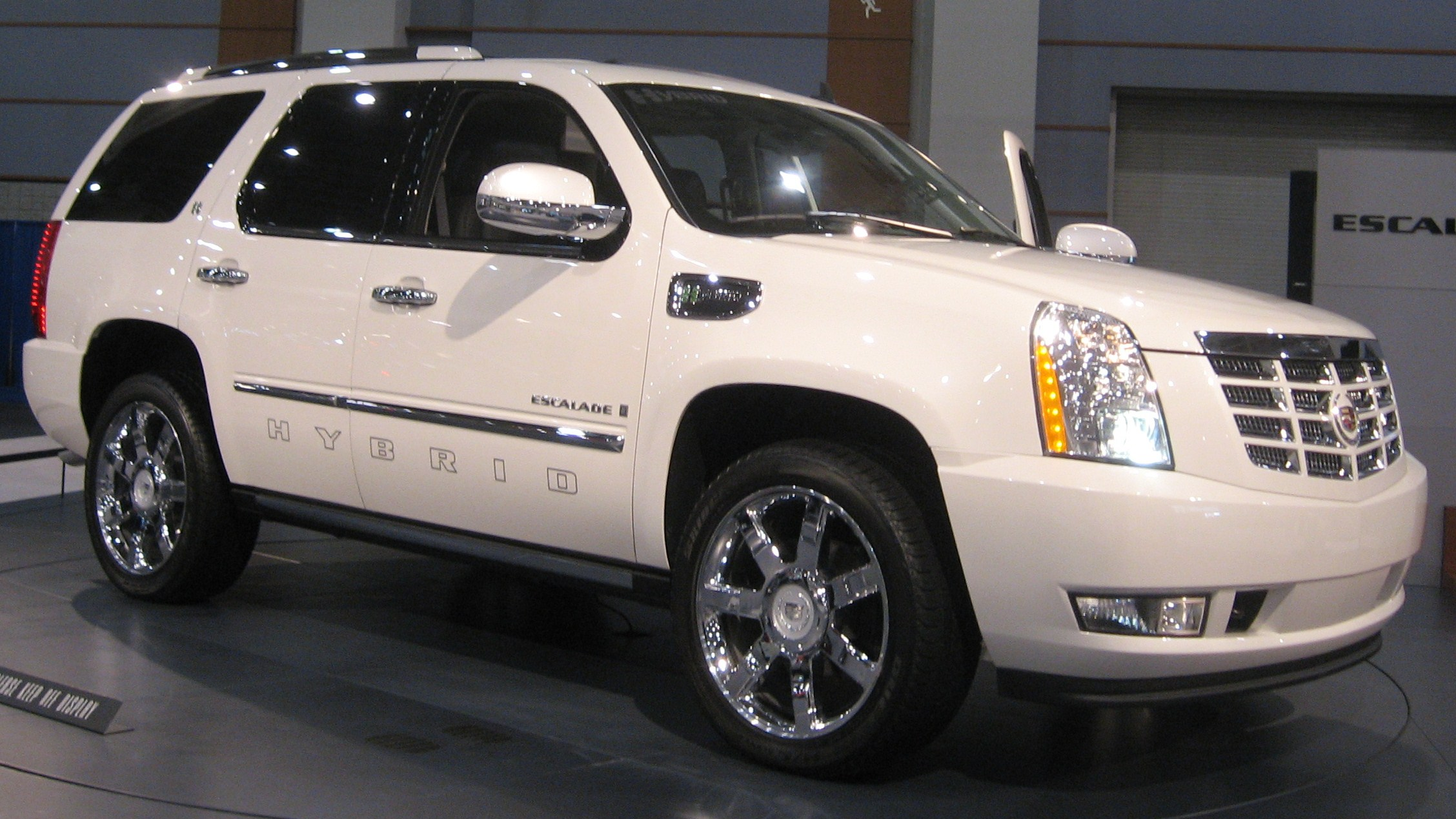
Escalade Hybrid

Cadillac a commercialisé la version hybride de son Escalade fin 2008 en Amérique du Nord. Elle permet d'économiser jusqu'à 30 % de carburant, notamment en ville.
Une version hybride du véhicule de luxe a fait ses débuts aux 2008 South Florida International Auto Show à Miami, et a été mise en vente en 2008 en tant que modèle 2009 au prix de départ de 74 085 $ pour un modèle à deux roues motrices. En août, 20 % des ventes de Cadillac Escalade étaient des hybrides.
L'Escalade hybride met 8,2 secondes pour accélérer de 0 à 97 km/h[réf. nécessaire]. L'Hybrid est propulsé par un V8 de 6,0 litres. Il est rejoint par deux moteurs électriques de 60 kilowatts alimentés par une batterie au nickel-hydrure métallique sous le siège arrière. À lui seul, le V8 est évalué à 337 ch (248 kW) à 5 100 tr/min et 498 N m à 4 100 tr/min. Les ingénieurs de GM disent que la puissance combinée avec les moteurs électriques est de 384 ch (283 kW). La transmission unique abrite les moteurs électriques ainsi que trois ensembles d'engrenages planétaires différents et quatre embrayages traditionnels.
Le quart-arrière des Giants de New York, Eli Manning, a reçu une Escalade hybride pour être le MVP du Super Bowl 2008[réf. nécessaire]. Les modèles hybrides ont été abandonnés après l'année modèle 2013.

### Caractéristiques standards
Les caractéristiques de série de la Cadillac Escalade comprennent la climatisation avec commandes de climatisation à trois zones, des sièges garnis de cuir Nuance, un volant gainé de bois et de cuir avec commandes audio, un régulateur de vitesse, des sièges avant chauffants et des sièges chauffants à la 2e rangée, réglage électrique en 14 directions des sièges, système de mémoire, démarrage à distance du moteur, système audio haut de gamme, changeur de CD à 6 disques, commandes radio arrière, boussole, hayon électrique et indicateur de température extérieure. La Platinum ajoute un système de divertissement DVD, un système de navigation, des porte-gobelets chauffants et refroidissants, une caméra de recul, des sièges avant refroidissants, du cuir amélioré (rembourrage avant et de deuxième rangée Tehama) et des marchepieds rétractables à commande électrique.

### Sécurité
Selon l'Insurance Institute for Highway Safety de 2007-08, les modèles Escalade avaient le taux de mortalité le plus élevé de leur classe avec un taux de mortalité des conducteurs de 33 par rapport à la moyenne de la classe de 15.
| Globale:                   | 4/5 étoiles |
| Conducteur frontal:        | 5/5 étoiles |
| Passager frontal:          | 4/5 étoiles |
| Conducteur latéral:        | 5/5 étoiles |
| Passager latéral:          | 5/5 étoiles |
| Conducteur poteau latéral: | 5/5 étoiles |
| Propulsion tonneau:        | /24,6 %     |
| 4x4 tonneau:               | /22,8 %     |

### Mises à jour
2008
- Sur le bouton de coffre automatique, le signal "off" a été changé du numéro "0" (zéro) au mot "off".
- La capacité en sièges a été portée à 8 places.
- Une télécommande nouvellement repensée pour l'entrée sans clé a été introduite pour la distinguer davantage de la fratrie Chevrolet Tahoe/GMC Denali.
- Express Up ajouté pour les fenêtres avant.

2009
- Le Bluetooth est devenu standard.
- Un volant inclinable à commande électrique est devenu standard.
- Les appuie-tête du conducteur et du passager ont été mis à jour et ne peuvent plus être inclinés.
- Le système de navigation par satellite (en option) a désormais ajouté des mises à jour instantanées du trafic et des options de réacheminement.

2010
- Le logo GM n'est plus appliqué aux portes avant du véhicule. Cependant, le logo GM est toujours appliqué sur les modèles de début 2010.
- AFM a été ajouté (Active Fuel Management)
- Le port USB a été ajouté à la console centrale
- Airbag frontal et porte révisés
- Verrouillage du levier de vitesses et verrouillage du volant ajoutés

2011
- Appuie-tête de 2e rangée agrandis et non réglables.

2012
- L'Escalade Premium avait été rafraîchie et mise à jour pour ressembler davantage à l'Escalade Platinum, mais l'Escalade Premium avait des feux arrière transparents clairs.

2013
- Silver Coast Metallic et Sapphire Blue Metallic ont été ajoutés en tant que nouvelles garnitures de couleur, ainsi qu'une performance de freinage révisée.
- Des feux de circulation à LED ont été ajoutés aux modèles Escalade et Escalade ESV.

2014
- Une nouvelle couleur, Midnight Plum Metallic, a été ajoutée. C'est la première fois que l'Escalade ne sera disponible que dans les marques standard et ESV, car les modèles EXT et hybrides ont été abandonnés, et l'année dernière pour cette génération d'Escalade[9].

### Galerie de photos

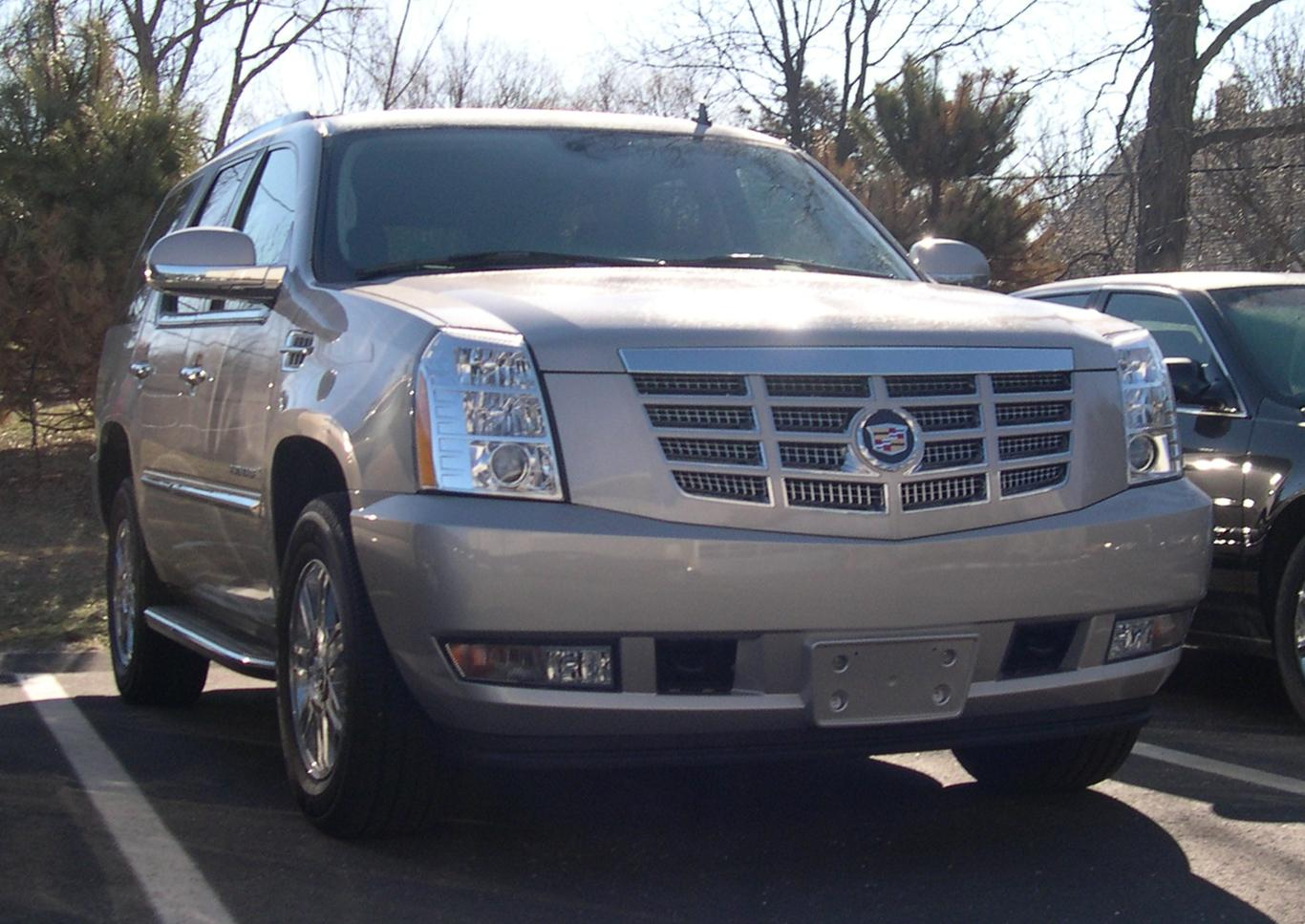
Escalade 3e génération
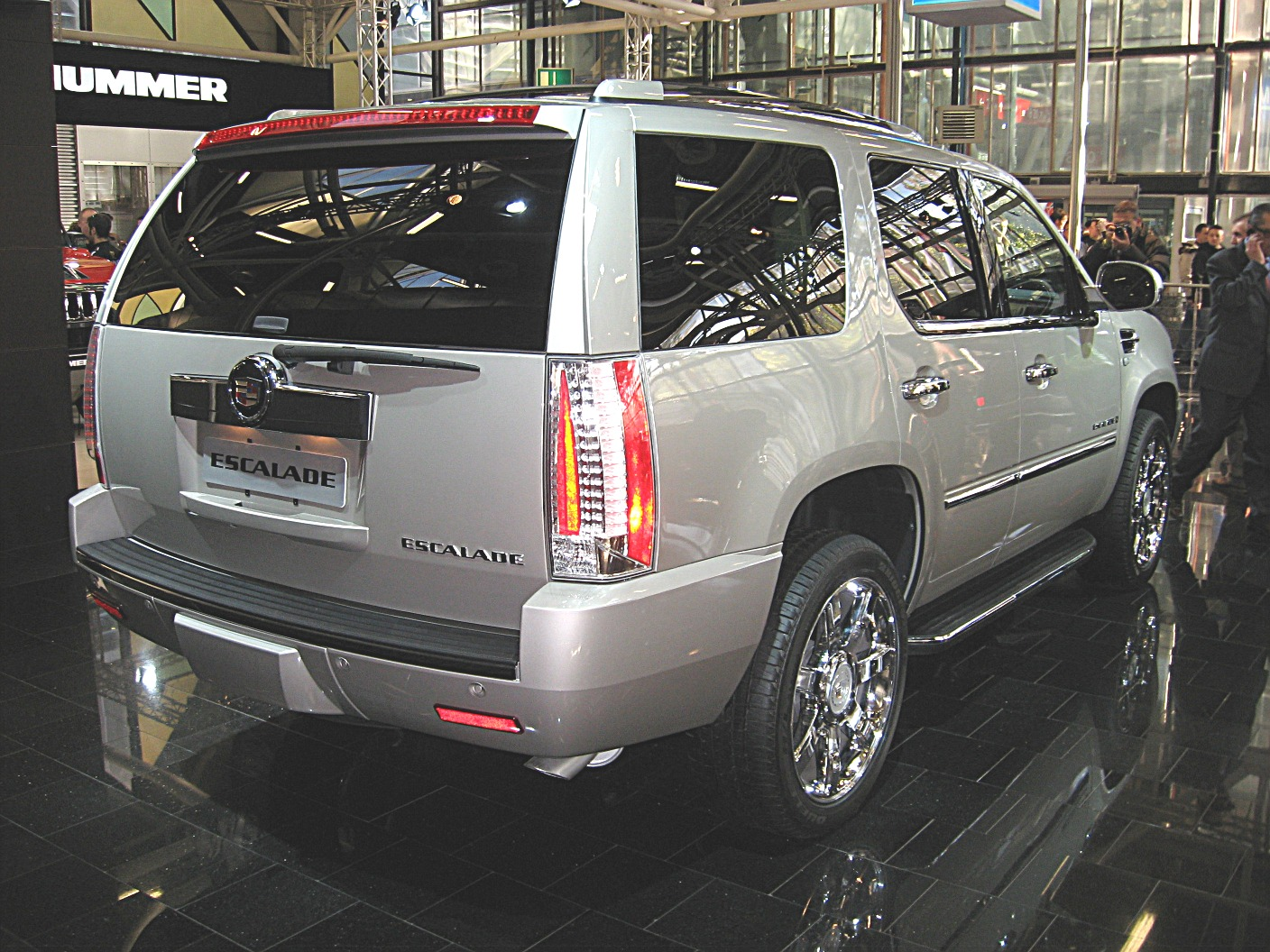
Escalade 3e génération
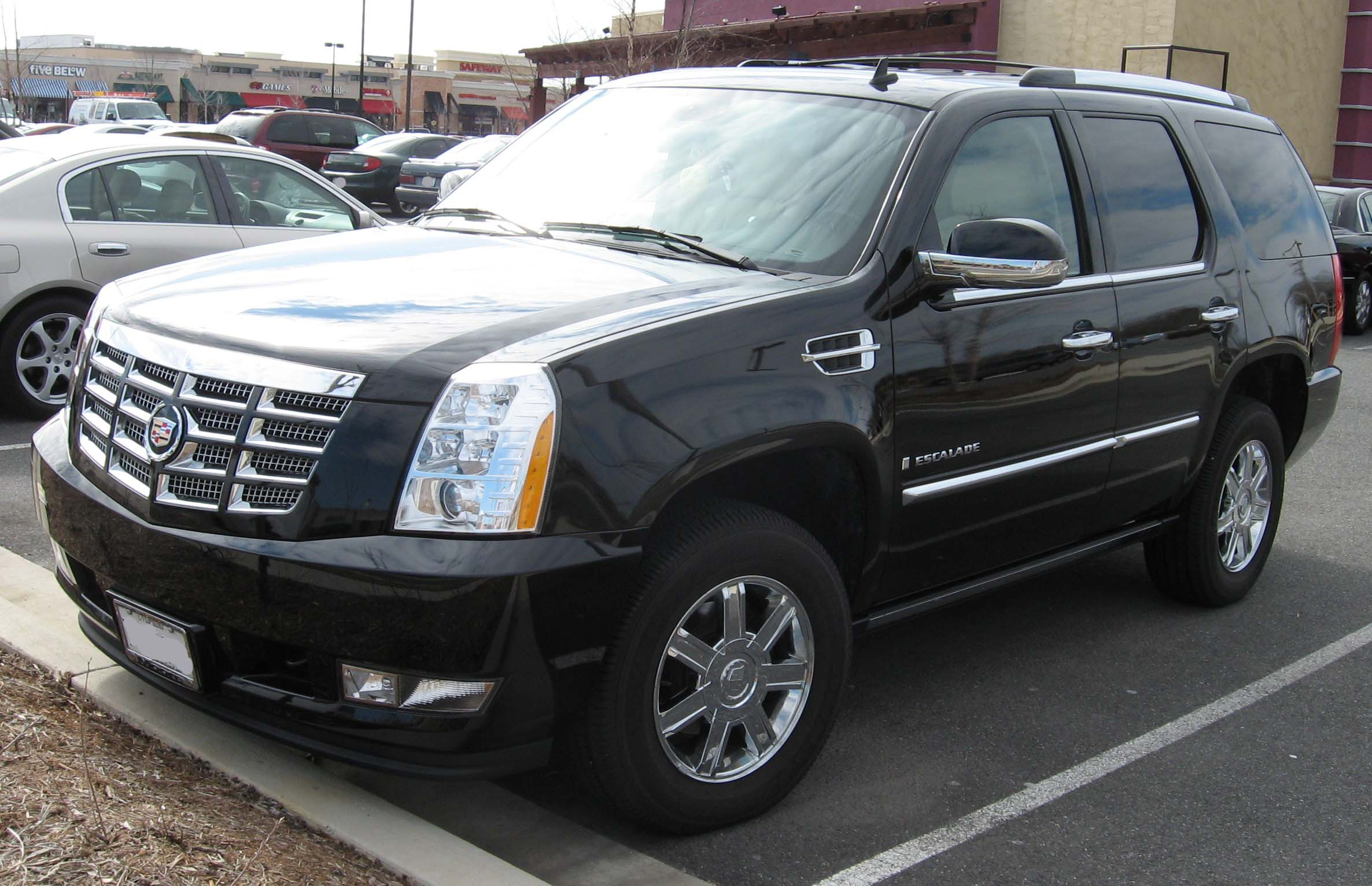
Escalade 3e génération
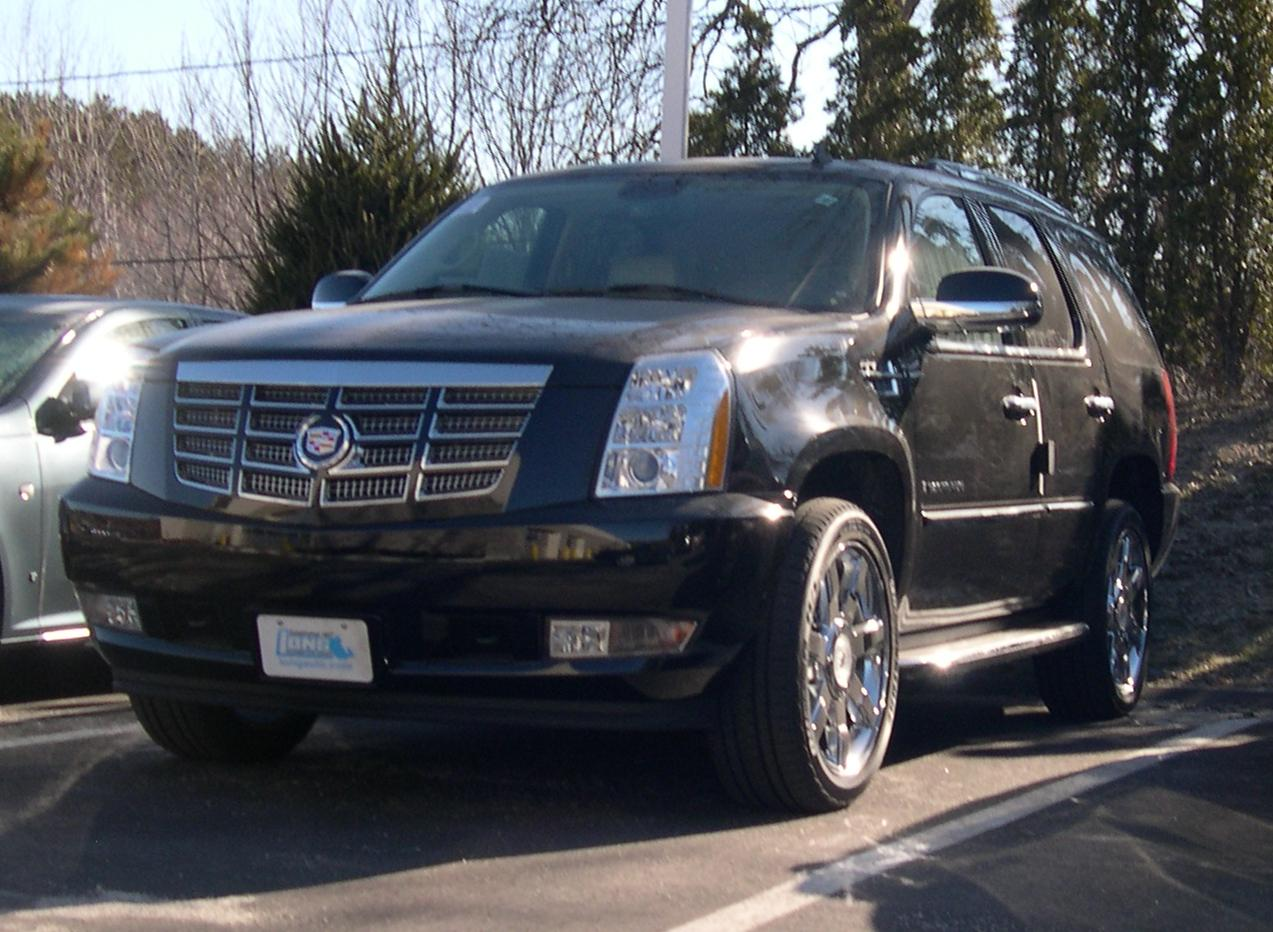
Escalade 3e génération
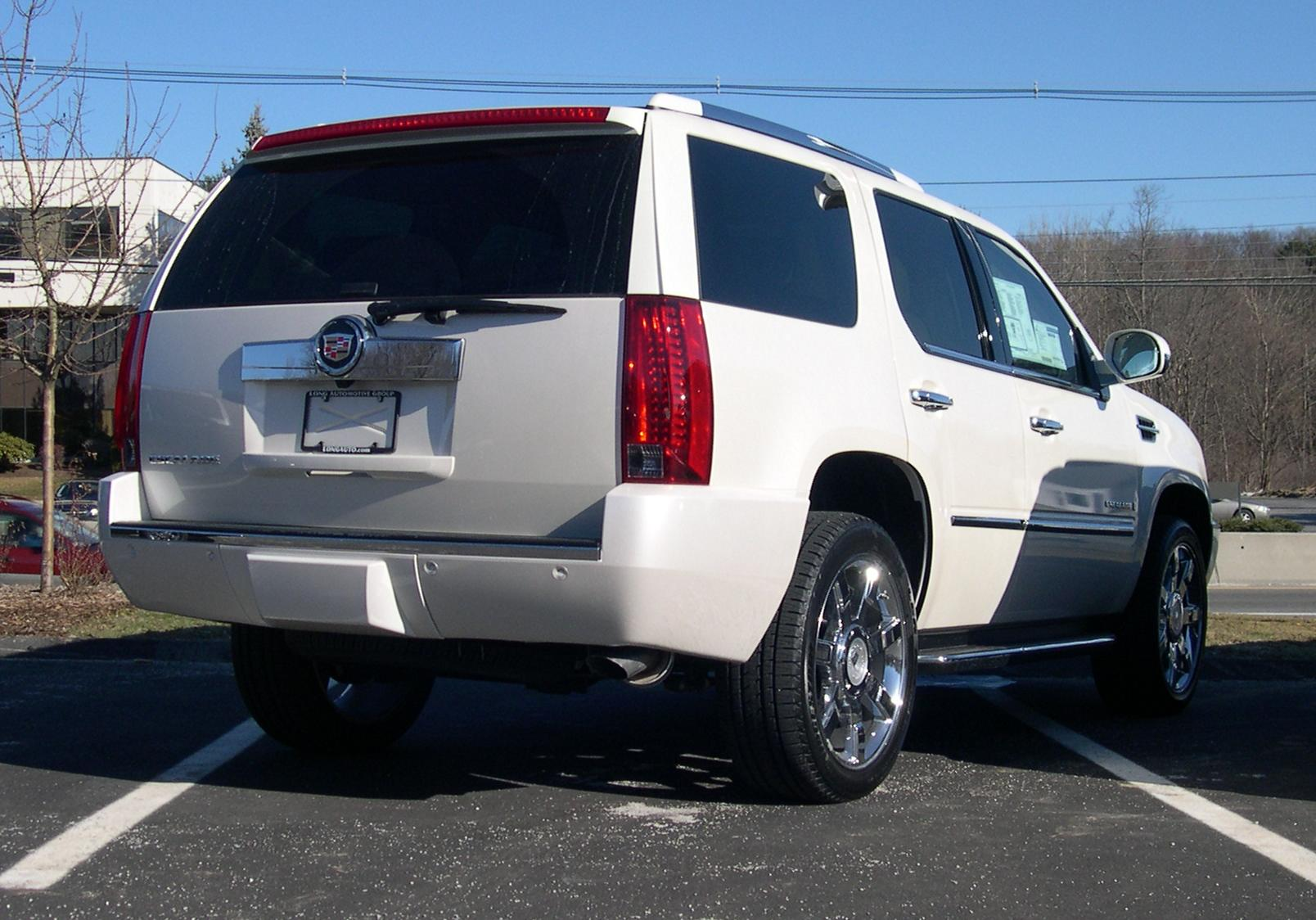
Escalade 3e génération
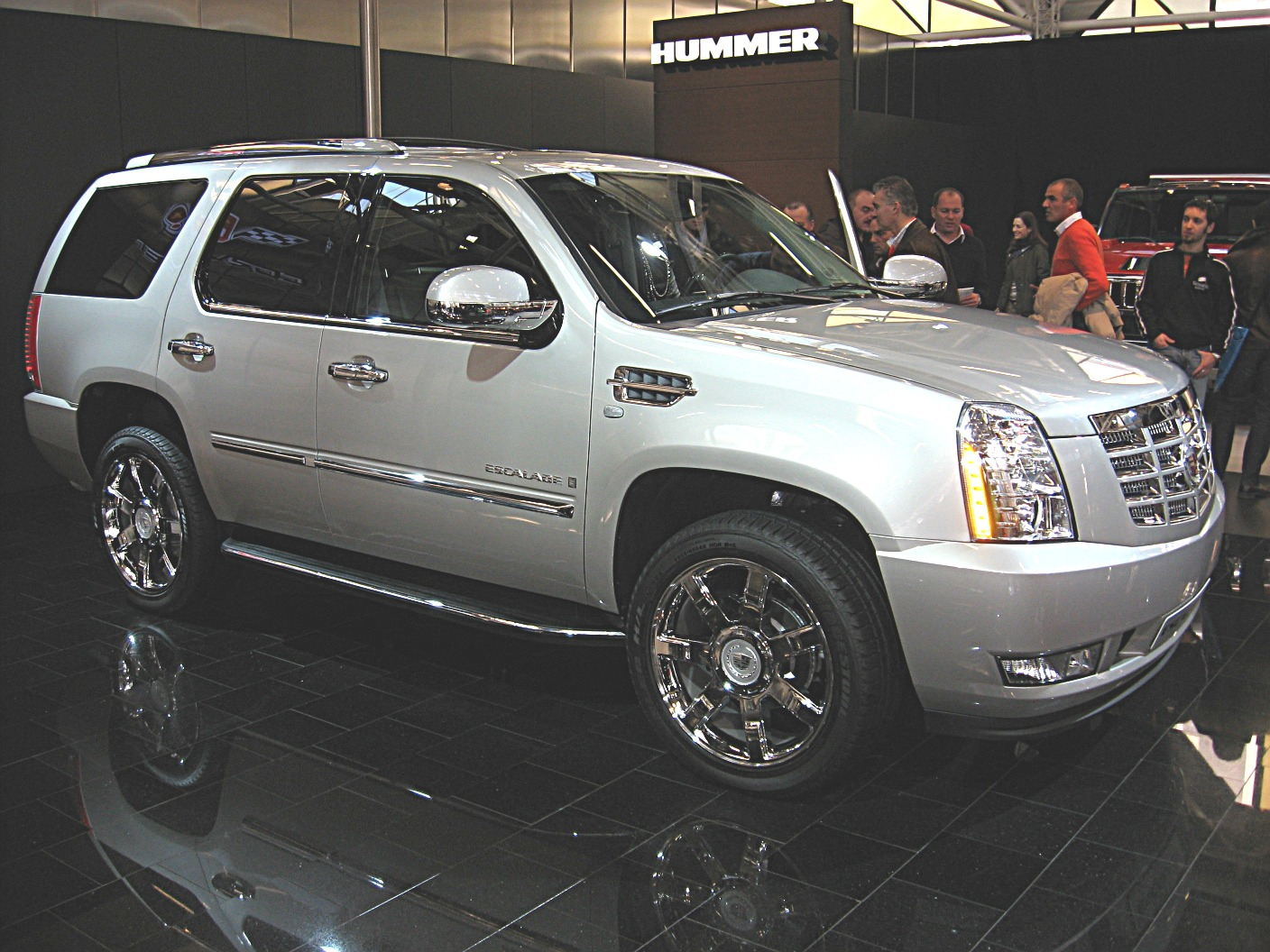
Escalade 3e génération

## Quatrième génération (2015-2020)
Le 7 octobre 2013, Cadillac dévoile les Escalade et Escalade ESV de quatrième génération lors d'un événement à New York, près d'un mois après que GM a dévoilé leurs SUV de nouvelle génération de Chevrolet et GMC. Cadillac a commencé sa campagne pour promouvoir l'Escalade le 14 août 2013 et a commencé à publier des teasers en ligne le 23 septembre 2013, avec l'aide du photographe Autumn de Wilde, qui a aidé à révéler plus d'images avant le dévoilement. Une page YouTube intitulée "Escalade Reveal" a été créée pour présenter les vidéos ainsi que le compte à rebours avant le dévoilement. Le 25 novembre 2013, Cadillac a commencé à diffuser le bouche à oreille sur l'Escalade 2015 en plaçant une découpe de fac-similé avant du véhicule dans le magasin phare de Saks Fifth Avenue à New York lors de sa campagne promotionnelle annuelle de Noël, qui montre le SUV gelé en enveloppé.
La production de l'Escalade a commencé en janvier 2014 à l'usine d'assemblage de GM à Arlington, au Texas, et a été mise en vente en avril 2014 en tant que modèle 2015 (avec le prix commençant à environ 71000 $ pour le Full Size, 74000 $ pour l'ESV), et disponible en seulement trois versions: Base, Luxury et Premium,. Les ventes internationales devaient commencer à l'été 2014. Ils sont affectés à la plateforme GMT K2XX en tant que K2XL. "La signature lumineuse extérieure de l'Escalade 2015 s'inspire d'une variété de sources, en commençant par l'héritage de Cadillac en matière de lampes extérieures verticales et en s'étendant à l'architecture", a déclaré le directeur de la conception de l'éclairage extérieur, Martin Davis.

### Détails et caractéristiques
Selon un rapport publié sur Autoblog.com, GM avait réédité une refonte de la gamme de SUV full-size de GM, y compris l'Escalade, pour une sortie en 2014 en raison de l'augmentation des ventes de SUV, et travaillait sur ses remplacements de SUV full-size, qui verrait un changement possible dans la plate-forme SUV de l'Escalade. Mais en juillet 2013, une série de photos d'espionnage a révélé que GM conservera l'Escalade en SUV à carrosserie sur châssis. Cependant, GM envisage d'étendre la marque Escalade au grand segment des crossover, qui verrait un véhicule utilisant le badge Escalade partager la même plate-forme que la Chevrolet Traverse et GMC Acadia, qui est en cours de planification. Selon le vice-président Bob Ferguson, le premier crossover Escalade à 3 rangées de Cadillac pourrait être introduit en 2016. Il est également possible que GM exporte l'Escalade en Australie en tant que véhicule à conduite à droite dans le cadre de l'expansion mondiale de Cadillac, car GM a commencé à importer ses véhicules nord-américains dans sa division Holden là-bas après avoir abandonné les modèles produits localement par cette dernière en 2017.
L'espace de chargement a été réduit de 2 789 mm à 2 393 mm sur la base standard et de 3 493 mm) à 3 061 mm sur l'ESV afin de permettre 43 mm supplémentaires de dégagement pour la tête et 1 151 mm d'espace pour les jambes à l'avant tout en réduisant l'espace pour les jambes à la troisième rangée de 630 mm à 650 mm. Le moteur V8 EcoTec3 de 6,2 litres de GM, bon pour 426 ch (313 kW), couplé à une transmission automatique à six vitesses (les modèles 2015i et au-delà sont des automatiques à 8 vitesses), est le seul moteur proposé, avec une nouvelle bobine-suspension avant et une configuration arrière à cinq bras, une voie plus large, une direction assistée électrique à assistance variable et le système Magnetic Ride Control de Cadillac avec modes Tour et Sport. L'intérieur a maintenant un design artisanal qui présente des matériaux coupés, cousus et enveloppés, avec des options de garniture en bois.Le tableau de bord a également été mis à jour, et le système Cadillac CUE est ajouté en tant que fonctionnalité standard, ainsi qu'un système de sécurité mis à jour.
La gamme Escalade de 2015 a reçu une transmission à 8 vitesses, une caméra à vision panoramique et une connectivité 4G LTE dans le cadre d'un rafraîchissement de milieu d'année, qui a également vu les couronnes sur la calandre disparaître de l'Escalade dans le cadre du plan de Cadillac visant à mettre à jour le logo pour souligner l'écusson sur tous ses modèles.

### Mises à jour

#### 2016
Pour l'année modèle 2016, Cadillac a apporté des modifications améliorées à l'Escalade et à l'Escalade ESV:
- Quatre nouvelles couleurs sont proposées: Gray Silk Metallic, Red Passion Tintcoat, Crystal White Tricoat, Dark Emerald Metallic; les teintes Crystal Red Tintcoat et White Diamond Tricoat ont été abandonnées
- Diagnostics avancés ajoutés au système Cadillac Cue, qui bénéficient également d'améliorations; la fente pour carte SD a été retirée
- Un package de sensibilisation du conducteur amélioré qui est disponible sur toutes les versions
- Phares IntelliBeam (toutes les versions)
- Lane Keep Assist
- Système de divertissement DVD aux places arrière, double indépendant, LPO
- Les guides de confort de troisième rangée deviennent une pièce de service
- Un changement de cluster reconfigurable de 12,3″ à l'affichage Normal Blue
- L'emblème Cadillac perd la conception de la couronne du logo à la mi-année dans l'année-modèle 2016. Les véhicules Escalade de 2016 produits antérieurement présentent le design de la couronne.
- Le niveau de finition Platinum réintroduit, qui est entièrement chargé avec toutes les fonctionnalités optionnelles de l'Escalade de série sur ce niveau de finition, plus des appuie-têtes DVD dans le cadre du système de divertissement de siège arrière en plus du lecteur DVD au pavillon contrairement à d'autres niveaux de finition

#### 2017
Pour l'année modèle 2017, des modifications mineures ont été apportées aux Cadillac Escalade et Escalade ESV:
- Le PRNDM est modifié en PRNDL
- Le bouton de commande 4WD est modifié avec de nouveaux indicateurs d'éclairage
- Deux nouvelles couleurs, Dark Ariatic Blue Metallic et Bronze Dune Metallic, sont ajoutées, deux autres (Dark Emerald, Midnight Plum) étant supprimées.
- Un système Cadillac Cue mis à jour combinant les fonctionnalités Collection et Teen Driver
- Ajout de la caméra de vision arrière Live-View au rétroviseur.
- Les niveaux de base des versions ont été restructurés en Standard, Luxury, Premium Luxury et Platinum.
- Nouveau pack Radiant ajouté
- Rappel du siège arrière ajouté
- Le divertissement arrière est passé de l'entrée VGA à l'entrée HDMI.
- La calandre et les phares avant ont été rafraîchis.

#### 2018
Des modifications ont été apportées aux Escalade et Escalade ESV de 2018:
- Satin Steel Metallic est ajouté en tant que nouvelle couleur, remplaçant Silver Coast Metallic et Améthyste Metallic
- Shale/Jet Black (toutes les versions) et Maple Sugar/Jet Black (Platinum uniquement) sont les nouvelles options intérieures combinées, remplaçant Shale/Cocoa et Tuscan Brown
- L'ensemble du centre de la console est modifié, ainsi que les porte-gobelets et un nouveau système de mémoire de siège.
- Une nouvelle transmission à 10 vitesses est ajoutée, remplaçant la transmission à 8 vitesses.

#### 2019
Les modifications mineures apportées aux Escalade/ESV de 2019 sont:
- Les couleurs Manhattan Noir Metallic et Shadow Metallic sont introduites, remplaçant les couleurs Midnight Sky Metallic et Dark Granite Metallic.
- Logo Light ajouté au hayon mains libres
- Nouveau pack Sport ajouté en option sur les niveaux de finition Luxury, Luxury Premium et Platinum

#### 2020
L'Escalade de 2020 est la dernière année modèle de la version de quatrième génération, car elle sera vendue pendant sa période raccourcie. Les seules modifications apportées sont la suppression de la palette de couleurs Manhattan Noir Metallic et Bronze Dune Metallic et l'ajout de la couleur Dark Mocha Metallic. Le forfait Escalade Noir commandé par le concessionnaire est également éliminé après avoir été offert pendant un an seulement. GM avait proposé un lifting pour le modèle 2020 qui ressemblera à la Cadillac XT6, mais ne se produira pas en raison de la prochaine génération d'Escalade qui devrait faire ses débuts fin 2019 ou début 2020 en tant que modèle 2021.

### Hennessey HPE550
En 2014, Hennessey Performance Engineering a proposé une mise à niveau du compresseur HPE550 aux clients d'Escalade de quatrième génération, qui comprenait un compresseur à entraînement par courroie, un refroidisseur intermédiaire air-eau, un logiciel de gestion du moteur recalibré et une durée de trois ans ou 58 000 km garantie du groupe motopropulseur, une suralimentation de 0,4 bar qui augmentera les performances du moteur de 6,2 L à 565 ch (415 kW) et 735 N m de couple, et un H10 léger de 508 mm forgé roues monoblocs, pour améliorer encore les performances. Les mises à niveau, une fois qu'elles sont commandées par les clients, ont un prix fixe de 15 950 $.

### Version internationale
En juillet 2015, GM conclu un accord avec Unison SP ZAO à Minsk, en Biélorussie, pour construire et assembler l'Escalade et l'Escalade ESV pour les marchés russe et CEI. Cette version sera similaire à la Chevrolet Tahoe de construction russe, avec le moteur V8 EcoTec3 de 6,2 L et les conceptions assemblées semi-CKD du Tahoe; l'ESV a également marqué la première fois qu'un modèle de base à longueur étendue a été proposé dans cette région. Il sera disponible en modèles 4 roues motrices uniquement et portera un prix de 4,34 millions de roubles (76 984 $) pour la taille standard et de 4,59 millions de roubles (81 383 $) pour l'ESV.

### Réception critique
Les critiques de la refonte de la quatrième génération d'Escalade ont été accueillies avec des résultats positifs par les critiques de l'automobile. James R. Healey et Fred Meier, de USA Today, ont noté que "le grand SUV Cadillac, autrefois impensable, est devenu indispensable". Antuan Goodwin de CNET note que "les fans de l'Escalade apprécieront que le constructeur automobile reste fidèle au message d'origine et ne" ruine "pas son ancien produit phare, mais si vous pensez déjà que le SUV de luxe géant est une relique du passé, il n'y a rien dans l'Escalade 2015 qui vous convaincra que c'est tout sauf un vieux chien qui a appris quelques nouveaux trucs sympas". Carscoops a noté que "Cela aurait pu nous impressionner davantage si a) elle avait montré l'Escalade en premier et non en dernier, après les modèles Chevrolet et GMC ou b) si les Chevrolet Tahoe et Suburban et GMC Yukon et Yukon XL n'existaient tout simplement pas ..." et a ajouté que Cadillac a gagné leur attention avec la refonte. Scott Burgess de Motor Trend a résumé la refonte de son titre, en disant que "c'est plus grand, plus audacieux et plus beau". Bill Visnic d'Edmunds a conclu dans sa revue que "Avec de nouvelles tôles subtiles et rafraîchissantes exemptes de gadgets de style, Cadillac se tourne vers l'intérieur tout nouveau et amélioré de l'Escalade 2015 pour l'aider à conserver son rôle de référence en matière de SUV bling". Le véhicule a reçu un avis positif du contributeur d'Autoblog Michael Hartley, qui a fait un voyage sur la route avec une version standard à 4 roues motrices de Los Angeles à Monterey, en Californie. Bien que Hartley était sceptique au début, il est reparti impressionné: "Un voyage de 600 miles dans l'Escalade m'a laissé convaincu qu'il a les caractéristiques, la qualité de construction et la dynamique de conduite pour semer la peur dans le segment". Bloomberg News, dans sa revue du 27 mars 2015, a cité l'Escalade comme l'un des meilleurs SUV de construction américaine jamais fabriqués, ajoutant qu'en le comparant à ses concurrents étrangers, "c'est le meilleur que nous fabriquions".".
Pour 2015, Cadillac ajouterait une offre de pack V6 biturbo, comme les CTS et XTS (V-sport), l'Escalade pourrait recevoir la même offre, mais gardera le moteur V8 en option, contrairement à la Navigator de 2015 de la Lincoln Motor Company. GM a récemment embauché Johan de Nysschen d'Infiniti pour présider Cadillac et aider à revitaliser la marque. Les livraisons de juin 2014 ont montré que Cadillac avait baissé de quelques pour cent pour l'année, mais l'Escalade était parmi les plus grands gagnants avec un bond de 74 pour cent des ventes et était l'une des meilleures ventes de Cadillac en juillet suivant. En mars 2015, les Escalade standard et ESV ont contribué à des ventes massives, l'Escalade full-size ayant connu une augmentation de 117 % et l'ESV atteignant 114 % dans l'ensemble.
Le 20 août 2014, Automotive News et Autoblog ont commencé à signaler que les concessionnaires Cadillac attendaient trois fois plus longtemps que d'habitude - un mois ou plus - depuis le moment où une Escalade quitte la chaîne de montage jusqu'à sa livraison, disant qu'ils n'arrivent pas toujours à savoir où leurs véhicules sont en transit ou quand ils doivent arriver, ce qui dérange les clients qui ont déposé des dépôts, ce qui obligerait les concessionnaires Cadillac à cesser de prendre des précommandes. Même les clients qui ont passé des commandes jusqu'en février 2014 attendent toujours les véhicules selon les propriétaires des concessionnaires. Cadillac attribue les retards à deux semaines de "temps d'arrêt", citant "un long processus d'assurance qualité sur certaines pièces intérieures" qui a causé le retard, ainsi que des problèmes supplémentaires pour déterminer quels véhicules doivent être livrés en premier. Malgré le revers, Cadillac prévoit de corriger les problèmes avec l'ajout de nouveaux employés et d'accélérer la production à l'usine d'Arlington.
Le 16 mars 2016, Consumer Reports a nommé l'Escalade 2016 le pire SUV de luxe de grande taille dans son classement annuel, avec un score global de 44. La plupart des critiques provenaient de son espace, des sièges de la deuxième rangée, du système multimédia CUE, des arrêts, de la tenue de route rigide et de sa refonte, le qualifiant de pire de sa catégorie,.
Une annonce fictive décrivant à quoi ressemblerait l'Escalade si elle était introduite en 1977, a fait le tour des médias sociaux en octobre 2019, créé par Abimelec Design, qui a photoshoppé la calandre avant et le rétroéclairage de la DeVille de Cadillac sur une Chevrolet Suburban de huitième génération.

### Rappels
En mai 2014, GM a rappelé 1402 unités de l'Escalade et de l'Escalade ESV de 2015 qui ont été construites entre janvier 2014 et mai 2014 en raison "d'une soudure en plastique insuffisamment chauffée qui fixe le coussin gonflable côté passager (avant) a l'assemblage du tableau de bord pouvant entraîner un déploiement partiel de l'airbag en cas de collision." GM a également suspendu temporairement les ventes et informé les propriétaires des véhicules concernés de ne pas laisser les passagers s'asseoir sur le siège du passager avant jusqu'à ce qu'ils soient remplacés.

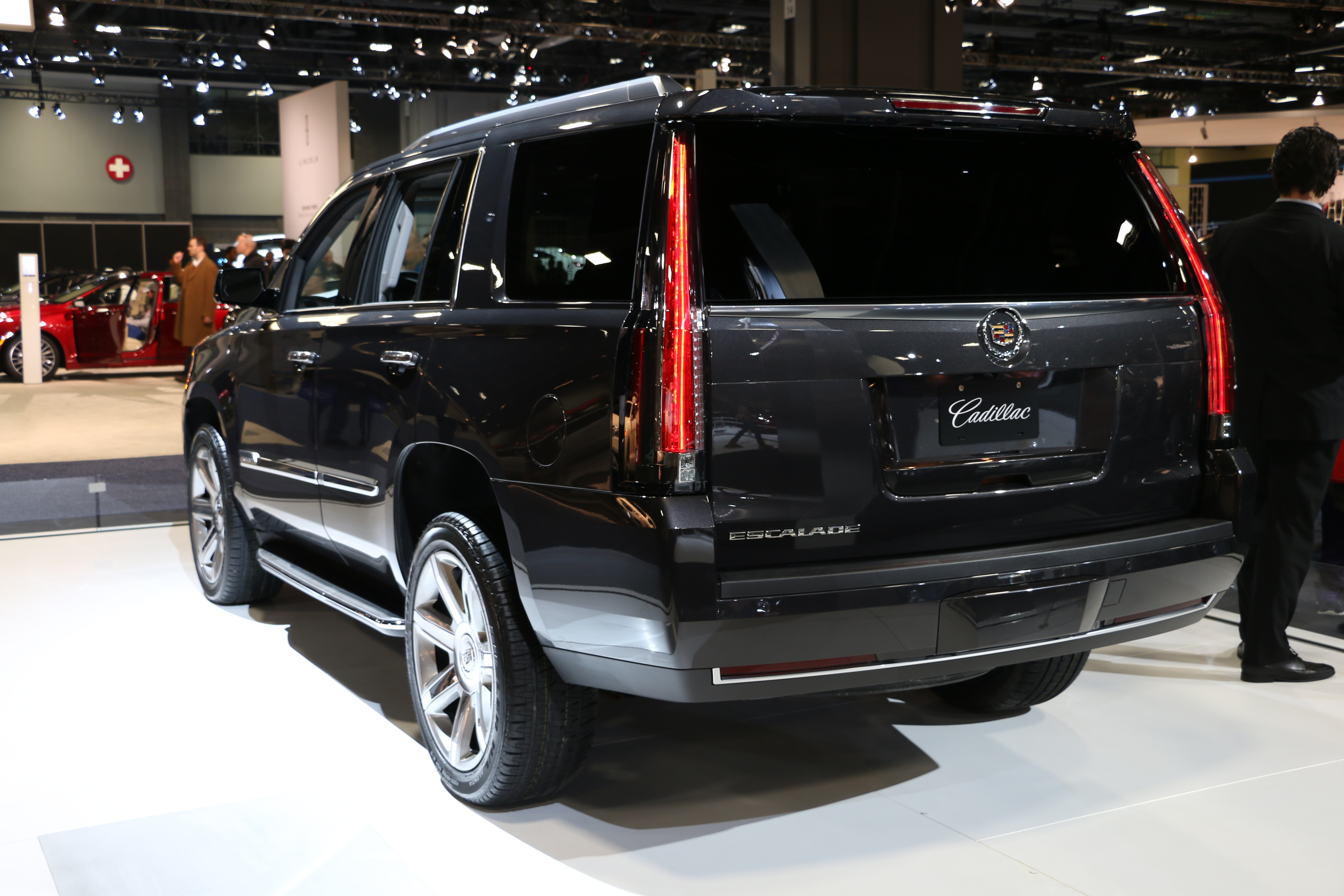
Cadillac Escalade IV Face arrière
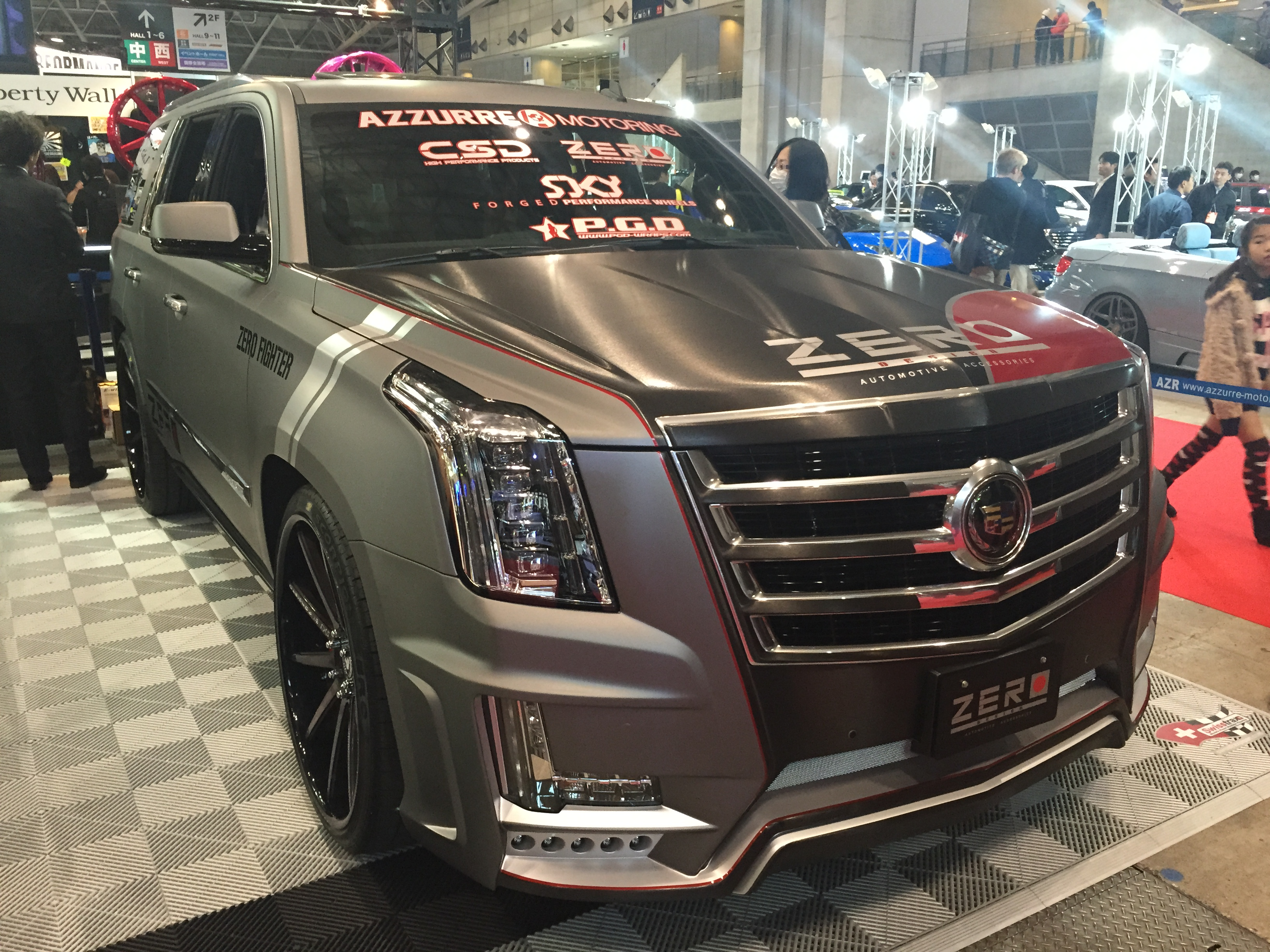
Cadillac Escalade IV Zero Design

## Cinquième génération (2021-)
L'Escalade de cinquième génération à fait ses débuts le 4 février 2020 à Beverly Hills, en Californie, pour l'année modèle 2021, les ventes commenceront à l'automne 2020. La 5e génération du Cadillac Escalade est présentée au Salon international de l'automobile du Canada 2020. Bien que la production de l'Escalade de 2021 ait été repoussée en raison de la pandémie croissante, GM prévoit toujours que le véhicule arrivera dans les concessionnaires comme prévu. Les concessionnaires ont commencé à prendre des précommandes le 23 avril 2020. Pour créer de l'engouement autour de l'Escalade, Cadillac a lancé un visualiseur 3D présentant le véhicule. Ce visualiseur permet à l'utilisateur d'interagir avec l'Escalade et l'Escalade ESV en allumant les lumières, en changeant la couleur, en changeant les jantes et en regardant l'intérieur.
L'Escalade de cinquième génération sera construit sur la plateforme GMT1XX, le partageant avec les Chevrolet Tahoe / GMC Yukon et Chevrolet Suburban / GMC Yukon XL, et aura un design de calandre similaire à celui utilisé sur les crossovers XT de Cadillac.
En décembre 2019, Cadillac a dévoilé une vidéo teaser qui présentait un tableau de bord à écran OLED incurvé de 38 pouces affichant le blason Cadillac (du côté conducteur) et le nom «Escalade» (côté passager), faisant de cette version la plus unique de la gamme Cadillac. Le 28 janvier 2020, Cadillac a confirmé que la cinquième génération d'Escalade comportera le «Super Cruise» permettant une conduite autonome mains libres. Cela a été suivi de la confirmation le 31 janvier 2020 de l'ajout du moteur six cylindres en ligne Duramax LM2 turbodiesel de 3,0 L, en option sans frais, badgée «600D» conformément à la nouvelle convention de dénomination du constructeur automobile.
Il y aura cinq niveaux de finitions disponibles sur la cinquième génération d'Escalade: Luxury, Premium Luxury, Sport, Premium Luxury Platinum et Sport Platinum. Les choix intérieurs comprendront huit options de garnitures et quatre modèles de sièges uniques. Le système de technologie audio AKG est nouveau, avec 36 haut-parleurs dans toute la cabine.

### Escalade ESV
L'Escalade ESV de 2021 a fait ses débuts en ligne en avril 2020, mais son dévoilement physique, dont celui prévu pour le Salon international de l'auto de New York, a été annulé en raison de la pandémie de Covid-19. Il comportera un carénage unique le long des portes passager et des tuyaux d'échappement plus larges.

### Escalade EV
Une version EV de l'Escalade est à venir. Il sera construit sur la nouvelle architecture électrique de GM et utilisera sa plate-forme avec le GMC Hummer EV. Cette architecture permet des blocs-batteries aussi grands que 200-kWh, produisant jusqu'à 1000 ch en utilisant une configuration à trois moteurs entraînant à la fois les essieux avant et arrière. Cette version, en attente de modifications ou de détails, devrait être disponible d'ici 2025.

## Escalade EXT
Dès 2002, l'Escalade s'est vu être rejoint par une version pick-up baptisée EXT.

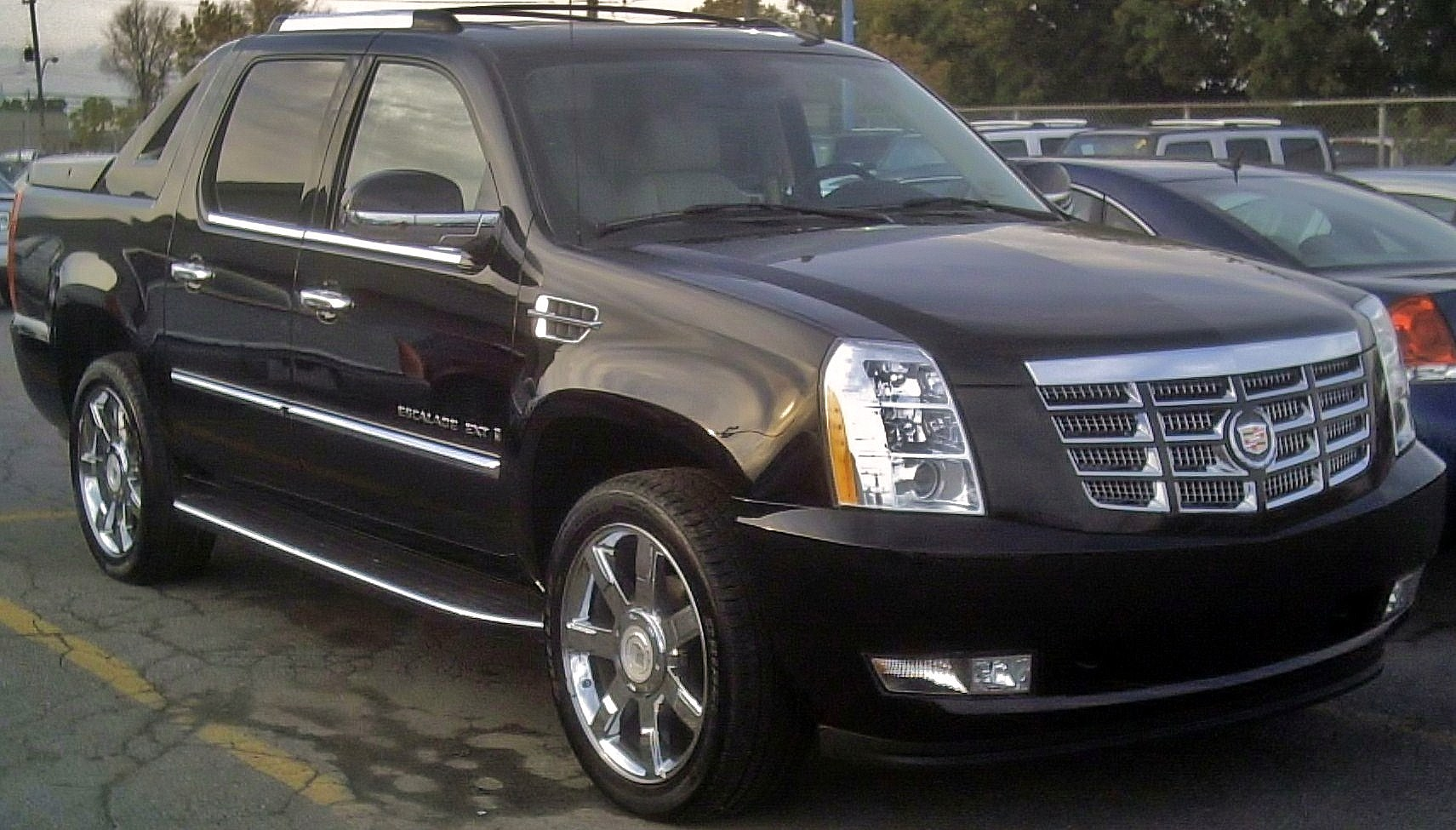
Escalade EXT 2e génération.

L'Escalade EXT est en fait une version très luxueuse d'un « simple » Chevrolet Avalanche, qui a pour mission de concurrencer les Lincoln Blackwood (en) puis Mark LT dans la niche des pickups haut de gamme.
Le pick-up sport Escalade EXT (sorti avec son jumeau, le Chevrolet Avalanche) a été introduit en 2001 (en tant que modèle 2002) par la division Cadillac de General Motors. Il comporte un lit de ramassage composite «Convertir une cabine» qui peut être étendu dans la cabine du pick-up par une porte à charnière inférieure. Comme l'Avalanche, l'EXT est un quatre portes full-size avec des sièges pour cinq. Des phares à décharge à haute intensité ont été proposés pour 2003. L'Escalade EXT apparaît également dans le film, Matrix Reloaded avec la CTS dans les annonces de placement de produit. Tous les Escalade EXT ont été construits au Mexique.
L'Escalade EXT (basée sur la Cadillac Escalade) a été créée en tant que concurrent direct du Lincoln Blackwood, un pick-up basée sur le Ford F-150. Elle avait concurrencé la Lincoln Mark LT (désormais abandonnée aux États-Unis et au Canada), un autre pick-up basée sur le F-150 qui a fait ses débuts en 2005. Il rivalise désormais avec le Ford F-150 Platinum, qui est toujours connu sous le nom de Lincoln Mark LT au Mexique.
Les modèles EXT ont été abandonnés après l'année modèle 2013 avec l'Avalanche. Selon Autoblog.com, l'EXT a été classé dixième parmi les pires véhicules vendus aux États-Unis pour 2013, avec seulement 1 972 unités vendues. L'Escalade EXT était disponible aux États-Unis, au Canada, au Mexique et au Moyen-Orient (sauf Israël).

### Escalade ESV

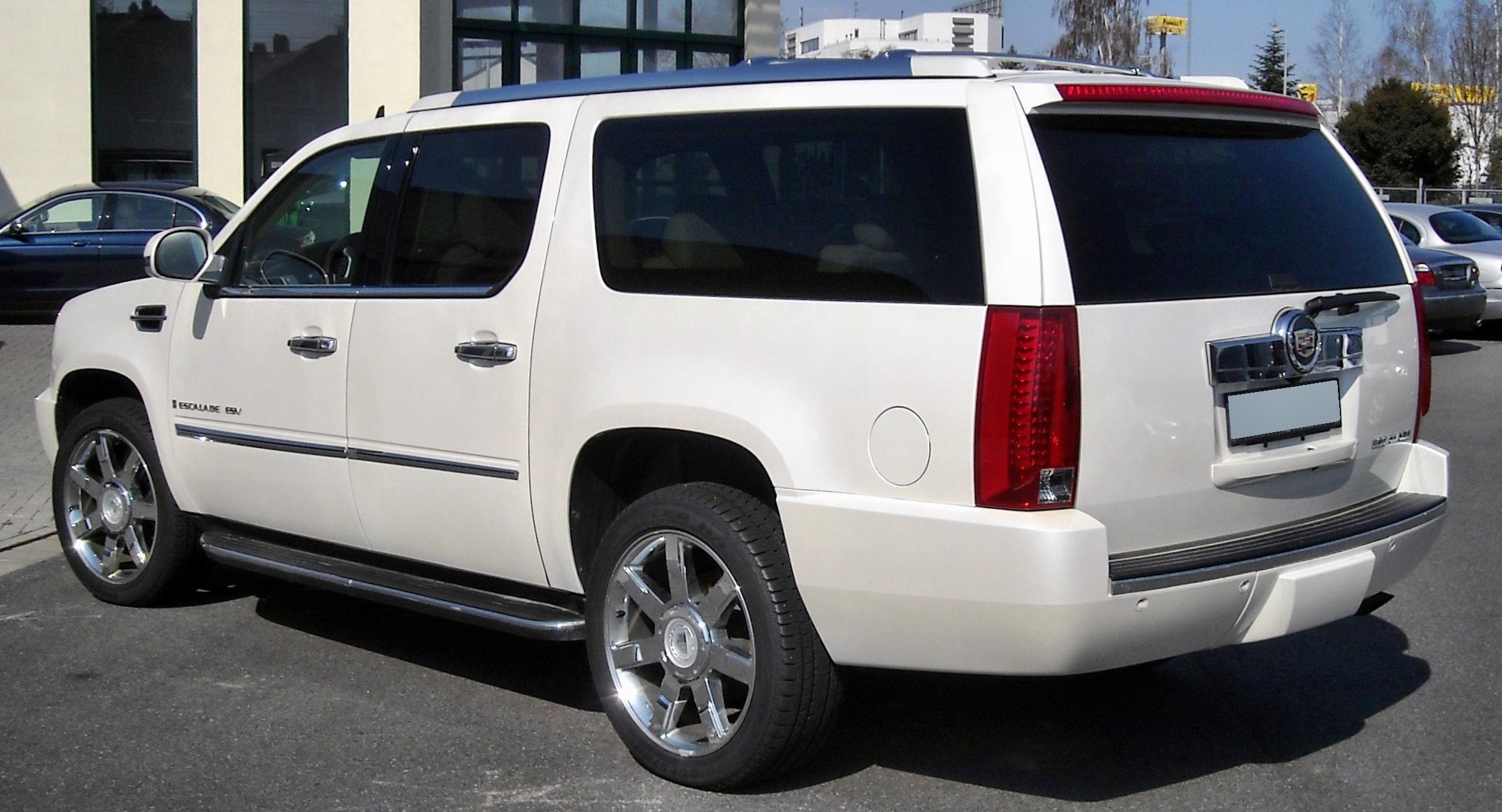
Escalade ESV 2e génération.

La version longue ESV est commercialisée un an plus tard.
L'ESV est l'exécution longue de l'Escalade mais aussi la version luxueuse du Chevrolet Suburban et se situe à la hauteur d'un GMC Yukon XLDenali, qui est, lui-aussi, un très proche cousin du Suburban. Il a vu le jour en 2003 et a été renouvelé en 2006.

## Platinum
MY04: Cadillac a sorti sa première version de l'Escalade Platinum. Il n'était disponible que dans le modèle ESV. Il avait des caractéristiques telles que des sièges chauffants et ventilés (avant et arrière), des porte-gobelets chauffants et ventilés, des roues spéciales de 20 ", des cuirs spéciaux et un design intérieur, un étiquetage supplémentaire et des phares DHI[réf. nécessaire].
MY08: Cadillac a offert l'édition Platinum sur ses modèles Escalade et Escalade ESV redessinés. Il comprend des caractéristiques telles qu'un carénage avant et une calandre uniques, des porte-gobelets chauffants et refroidissants, des roues de 22 pouces en édition limitée, des pièces et des accents chromés supplémentaires, 2 moniteurs DVD supplémentaires - situés dans les appuie-tête de chaque siège avant, des cuirs cousus à la main spéciaux, réels accents intérieurs en aluminium, système de contrôle magnétique avancé, garniture intérieure en bois de frêne d'oliviers véritable et de noyer rugueux et phares à LED.
MY09: Un modèle Escalade hybride était nouveau pour 2009.
MY12: L'Escalade a été rafraîchie en milieu de cycle sur les garnitures Platinum avec double échappement et plus d'options de couleurs, y compris le White Diamond, qui était une option en option sur Base, Luxury et Premium, mais la couleur était standard gratuitement sur les éditions Platinum de l'Escalade.
MY15: L'Escalade Platinum a été mise en vente à l'automne 2014 avec un prix de base à 90 000 $, un bond de prix de 9 000 $ de plus que le prix du l'Escalade Platinum de 2014. Le tout nouveau Escalade Platinum de 2015 arbore le tout nouvel emblème de Cadillac, plus d'innovations avec Nappa, des sièges avant massants semi-aniline, et soit un choix de surfaces des sièges en cuir Tuscan (Beige) ou Black, et l'Escalade Platinum est livré avec toutes les fonctionnalités disponibles sur la finition Premium, plus: une garniture de pavillon en microfibre de suède, sa propre calandre unique et des roues de 22 pouces, des écrans LCD de 18 cm dans les appuie-tête et un écran de 23 cm au centre et une glacière dans la console centrale.

## Ventes

### Ventes aux États-Unis
Cadillac a cessé de suivre les ventes de l'Escalade ESV aux États-Unis en 2018, car GM combine les ventes des versions full-size et ESV à partir de l'année-modèle 2018.
| Année | Escalade | EXT    | ESV    | Ventes totales aux États-Unis |
| ----- | -------- | ------ | ------ | ----------------------------- |
| 1998  | 3 089    | –      | –      | 3 089                         |
| 1999  | 23 897   | –      | –      | 23 897                        |
| 2000  | 23 346   | –      | –      | 23 346                        |
| 2001  | 31 270   | 546    | –      | 31 816                        |
| 2002  | 36 114   | 13 494 | 36     | 49 644                        |
| 2003  | 35 621   | 11 256 | 12 866 | 59 743                        |
| 2004  | 36 994   | 9 638  | 15 618 | 62 250                        |
| 2005  | 29 876   | 7 766  | 13 502 | 51 144                        |
| 2006  | 39 017   | 7 019  | 16 170 | 62 206                        |
| 2007  | 36 654   | 7 967  | 16 370 | 60 991                        |
| 2008  | 23 947   | 4 709  | 11 054 | 39 710                        |
| 2009  | 16 873   | 2 423  | 6 588  | 25 884                        |
| 2010  | 16 118   | 2 082  | 8 674  | 26 874                        |
| 2011  | 15 079   | 2 036  | 8 388  | 25 503                        |
| 2012  | 12 615   | 1 934  | 8 083  | 22 632                        |
| 2013  | 12 592   | 1 972  | 7 950  | 22 514                        |
| 2014  | 19 482   | 53     | 10 987 | 30 522                        |
| 2015  | 21 230   | –      | 14 691 | 35 921                        |
| 2016  | 23 604   | –      | 15 488 | 39 092                        |
| 2017  | 22 994   | –      | 14 700 | 37 694                        |
| 2018  | 33 796   | –      | 3 076  | 36 872                        |

En plus des 380 486 Escalade déjà vendus aux États-Unis depuis sa commercialisation en 1998, il faut rajouter les 70 614 EXT vendus depuis 2002 et les 116 422 ESV vendus depuis 2003. Donc, la famille Escalade s'est déjà vendue à 567 522 exemplaires.

### France
| Année  | 2006 | 2007 | 2008 | 2009 | 2010 | 2011 | 2012 | 2013 | 2014 | 2015 | 2016 | 2017 | 2018 | 2019 | Total |
| Ventes | 2    | 80   | 24   | 8    | 13   | 9    |      | 4    | 0    | 14   | 13   |      | 4    | 3    | 174   |

Peu adapté au marché français de par son gabarit et sa consommation de carburant élevée, l'Escalade a toutefois été en 2007 la Cadillac la plus vendue en France devant la BLS (56 exemplaires).

## Culture populaire
Véritable succès pour la marque Cadillac, l'Escalade est très prisé par certaines personnalités américaines, notamment dans le monde du sport et de la chanson. Il apparaît ainsi dans plusieurs clips musicaux mais aussi à la télévision, au cinéma et dans des jeux vidéo.

### Jeux vidéo
- Midtown Madness 3, 2003
- Need for Speed: Underground 2, 2004
- Midnight Club 3: DUB Edition, 2005
- Polniy Privod 2: HUMMER, 2007
- Midnight Club: Los Angeles, 2008
- Ondarun, 2008
- 4x4 Hummer, 2009
- Car Town, 2010
- Driver: San Francisco, 2011
- Car Town EX, 2012
- Forza Horizon, 2012
- Grand theft auto V, 2013, l'Albany Cavalcade est fortement inspiré d'un Cadillac Escalade.
- Forza Horizon 2, 2014
- The Crew, 2014
- Extreme SUV Driving Simulator, 2015
- Forza Motorsport 6, 2015
- Extreme Car Driving Simulator: New York, 2016
- Driving School 2016, 2016
- Forza Horizon 3, 2016
- Driving School 2017, 2017
- Forza Motorsport 7, 2017
- The Crew 2, 2018

### Films, séries TV et clips musicaux où l'Escalade est au cœur de l'intrigue
- The Bernie Mac Show, 2001
- Hollywood Homicide, 2003
- Le Rappeur de Malibu, 2003
- Matrix Reloaded, 2003
- Entourage, 2004-2011
- Spanglish, 2004
- La Maison de cire, 2005
- Les Soprano, 2005
- Rescue Me : Les Héros du 11 septembre, 2005
- 90210 Beverly Hills : Nouvelle Génération, 2008
- Wildfire, 2008
- La Cadillac de Dolan, 2009
- Prison Break: The final break, 2009
- Sœurs de sang, 2009
- Chase, 2010
- From Paris with Love, 2010
- Ghetto Stories, 2010
- Gun, 2010
- Bron/Broen, 2011
- The Chicago Code, 2011
- Safety Not Guaranteed, 2012
- Match retour, 2013
- No Limit, 2013
- Black or White, 2014
- Mick Brisgau, 2014
- Chicago Police Department, 2015
- Superfast 8, 2015
- Indiscretion, 2016
- P-Valley, 2020